# ＜Infinite Dendrogram＞-インフィニット・デンドログラム-
『＜Infinite Dendrogram＞-インフィニット・デンドログラム-』は、海道左近による日本のライトノベルおよびそれを原作とするメディアミックス作品。イラストは本編がタイキ、SP.が黒田ヱリがそれぞれ担当している。小説投稿サイト『小説家になろう』にて2015年10月より連載が始まり、HJ文庫（ホビージャパン）より2016年11月から刊行されている。2019年1月時点でシリーズ累計部数は44万部を突破している。
コミックファイア（ホビージャパン）にて今井神による本編コミカライズが2016年12月から連載されている。また、『月刊コミックアライブ』（KADOKAWA）にてLa-naによる外伝「クロウ・レコード」のコミカライズが2019年7月号から2021年4月号まで連載された。
2016年「小説家になろう」VRゲーム部門で年間ランキング1位、「ラノベニュースオンラインアワード」初登場4冠達成、『新作ラノベ総選挙2017』ランキング1位。『このライトノベルがすごい!2018』新作第2位、総合第3位。

## あらすじ
2043年7月15日、プレイヤーの性格・思考・行動に合わせて無限のパターンの進化をたどる独自のシステム「エンブリオ」を有するダイブ型VRMMO『Infinite Dendrogram』（インフィニット・デンドログラム）が発売された。過去のVRMMOが実現できず技術的に不可能とされてきた要素をいくつも備えていた『Infinite Dendrogram』はまもなく一大ムーブメントとなり、世界を席巻した。
それから1年半後、大学受験を終えて東京で一人暮らしを始めた椋鳥玲二は長い受験勉強の終了を記念し、以前から兄の修一に誘われていた『Infinite Dendrogram』を始める。
玲二はチュートリアルを済ませてレイとなり、発売初期から『Infinite Dendrogram』を始めていた兄との合流を目指すが、その途中で遭遇したNPCの女性から、クエストとして彼女の妹の捜索を頼まれる。やがて兄と合流したレイは、「この世界のイベントは後に回せば人死にが起こることもある」と聞き、ジョブに就かずエンブリオも得ないまま捜索を開始する。NPCの女性の妹を見つけたものの、危険なモンスターに囲まれた状態で兄とはぐれたレイは、デスペナルティになる寸前にエンブリオを孵化させて危機を脱すると、兄の助力もあってクエストを完了する。
初クエストで助けたNPCの女性は、レイの所属するアルター王国騎士団の副団長だった。その縁をたどり、初心者ながら【聖騎士】という上級職に就いたレイは王都付近でのレベル上げ中に初心者狩りに遭い、デスペナルティとなってしまう。

## 登場人物
声の項はテレビアニメ版の声優。

### 主要人物
レイ・スターリング / 椋鳥玲二（むくどり れいじ）
声 - 斉藤壮馬、伊瀬茉莉也（少年）
本作の主人公。大学受験が終わり、初心者プレイヤーとして＜Infinite Dendrogram＞に降り立った青年。18歳。アバターは現実の姿をベースに、人種や身長や髪の色などの細かな部分を変更してパっと見別人に見えるようにしたもの。メインのジョブは騎士系上級職の【聖騎士】。裏表がなく素直な性格で基本的に温厚。兄と姉がいる三人姉弟で、姉弟の中では心担当。天才的な兄や姉に比べると凡人と言えるが、その精神力だけは異常と言える強さがあり、普通の人なら躊躇うような自己犠牲の選択肢でも平気で選べる。その戦い方から付けられた通り名は“不屈”。譲れないモノの為には何度でも立ち上がる強い意志を持つため多くの人を惹きつけ、高校時代には「みたらし（藤林先輩からは「みんなたらし」もしくは「みさかいなくたらし」の略ではと考えられている）」と呼ばれていた。
あまりに破天荒かつ人類とは思えないスペックを持つ姉からトラウマレベルの体験を多くさせられたため、姉を思わせる性格や雰囲気を持つ女性を大の苦手としている。
ファッションセンスが壊滅的で、本人が格好良いと思う姿は傍から見れば地獄の使者風青年か悪の組織の幹部や怪人でしかない。しかし、装備は性能で選んでいるため変更のしようがない上に、パーティーメンバーもスーツのマリーや着ぐるみの兄、ちぐはぐ装備のフィガロなど指摘してくれる人がいないのも治らない原因の一つ。特殊な装備として、3体のUBMを討伐したMVP特典武具、オリジナル煌玉馬【白銀之風】、無銘の呪われた斧を所持。3つの特典武具のデザインが禍々しい事、その中の一つの力でUBM＜瘴焔姫 ガルドランダ＞を召喚出来る事、加えて前述のセンスが合わさったために、暗黒の聖騎士だの光と闇合わさりし勇者だのと呼ばれる。後に冒険する中で出会ったアルティミア達王族、ひいてはアルター王国を滅亡から救うためどんな形であれランカー入りする事を決意。兄を含む縁のあるマスター達を集めてクラン＜デス・ピリオド＞を設立した。
皇国との最後の決戦に備え、呪われた斧から存在だけ教えられた未だ誰も到達していない未知の複合系統超級職を目指し、上級職の【聖騎士】・【暗黒騎士】、下級職の【煌騎兵】・【死兵】・【斥候】・【呪術師】・【司祭】・【決死隊】を育成中。上級職は本当なら【煌玉騎】を取りたかったが、「世界全体の《煌玉権限》スキルレベル合計5000以上」という条件が時期尚早で満たされておらず未解禁だったのに加え、複合系統超級職の条件に【暗黒騎士】を含むかもしれない可能性があるため、まずはそれの習得をめざしている。
シルバー / 【白銀之風】（ゼフィロス・シルバー）
レイがガチャで当てた初代フラグマン製のオリジナル煌玉馬であり、シリーズ最後に製作された機体。ただし、オリジナル煌玉馬として広く知られている機体は【黄金之雷霆】、【翡翠之大嵐】、【紅玉之噴火】、【蒼玉之波濤】、【黒曜之地裂】の五騎のみであり、六騎目の【白銀之風】は下記の理由から一般には知られていない。
初代フラグマンはこの機体のみ後世に一切の情報を残さなかったため、後継者たる次代以降の【大賢者】達にすら存在を知られていなかった。化身討伐に全てを費やしたフラグマンが、晩年にそれらを一切考慮せず自由な発想で楽しみながら作った唯一の作品であり、彼が生み出した他の作品と異なり特に使命を定められていない自由な存在。元々は一号機【黄金之雷霆】用だったが素材の関係で機能を十分に発揮できないとお蔵入りになっていた一号フレームから組まれた試作機であり、風と相性の良い素材だがそれでは【翡翠之大嵐】と被るからと別の原理や新規ギミックを組み込み、攻撃能力と防御能力を捨てさる代わりに特殊能力に全てを割り振った特殊性特化の番外機となっている。
Lv3以上の煌玉権限で解放される特殊能力以外はロクな攻撃能力も防御能力も持たないが、所持している《風蹄》で空気圧縮して足場を作っての空中機動や弱いバリアを張る事はできる。だが今代【大賢者】たるインテグラの見立てでは、それらは起こる現象から風属性魔法では説明できない点が多く、【白銀之風】の固有機能の作用が結果として風属性に類似しているだけという推測がなされている。秘匿されている特殊能力の詳細は、上級職の【煌玉騎】にならなければ煌玉権限が上昇しないため今の所不明。この力は主人の危機に際し【白銀之風】が自らの意思で発動することも可能で、その際には転移にも似た謎の現象を引き起こした。
機能の一つ《風蹄》バリアは注ぎ込むMP量に応じてその強度が上昇するものの、MP消費量に効果が見合わない使い勝手の悪い代物。だが、性能を試していた際の発見で、莫大量のMPを注いだ後のバリア解除時に周囲へ致死レベルの猛烈な爆風をまき散らすという思いもよらない副産物が明らかに。無差別なので周囲に味方が居ない場合など使い処を選ぶが、【紫怨走甲 ゴゥズメイズ】で膨大なMPを捻出できるレイにとっては切り札の一つとなった。
【紫怨走甲 ゴゥズメイズ】
声 - 子安武人（メイズ）、松田健一郎（ゴゥズ）
【怨霊牛馬 ゴゥズメイズ】の特典武具。逸話級武具。紫の金属素材と人皮っぽい革素材で作られたブーツ。装備スキルは《怨念変換》《人馬一体》が付いている。逸話級となっているがゴゥズメイズの潜在能力の関係で実際の性能は級より二段階ほど高め。特に《怨念変換》が級に見合わない高性能スキル。もう一つの《人馬一体》スキルは装備者の乗馬レベルを+1して乗馬スキル×10%でAGIに補正が付くが、いきなり上級職の聖騎士スタートのため下級職で覚える乗馬スキル未所持だったレイにとって、+1効果（未所持の場合Lv1習得）のおかげで乗馬スキルを得られた事の喜びの方がステータス補助効果より上だった。
《怨念変換》は周囲の負の想念・怨念等を貯蓄しておき、任意のタイミングで力（MPやSP）に変換できる。そのため、戦士タイプにも関わらず術士タイプも真っ青な莫大なMP消費を要求されるレイの切り札使用に欠かせない重要なMPタンクとしての役割を担う。その特性からブーツを履いていれば戦いの場に居るだけでも力を貯められ、かなり強く呪われた武具でも近くに立っているだけで呪いを吸収し容易に解呪できる。これに絡み、怨念貯蓄のため＆解呪成功した中から欲しい装備を選べる報酬目的で、ギデオン領主の武具庫に保管された大量の呪われた武具解呪のバイトを請け負っている。
【黒纏套 モノクローム】
【黒天空亡 モノクローム】の特典武具。古代伝説級武具。基本的に透明だが、《光吸収》スキルを発動すると光を反射しない真っ黒な外見となる外套。装備スキルは《光吸収》《シャイニング・ディスペアー》が付いている。ステータスなどの装備補正が無い代わりに付いているスキルが強力なタイプの装備で、《光吸収》は類する属性による現象ならなんであろうと吸収可能なため光属性相手には滅法強い。ただし光属性のみの吸収であるため、光属性攻撃に伴った熱や衝撃までは吸収できない欠点がある。《シャイニング・ディスペアー》はレイに欠ける遠距離攻撃手段であり、吸収した光をレーザーとして放つ。光のチャージが100%になるまで撃てないためチャージ時間は必要だが、元になったのがUBMの必殺攻撃だっただけに非常に強力な貫通力と威力を誇る切り札の一つ。
無銘の斧
【紫怨走甲 ゴゥズメイズ】でも終わりが何時になるか分からないほど解呪に長い時間が掛かる、莫大な怨念を溜め込んだ呪われた斧。使い勝手は悪いがレイが所持する武器の中で最強を誇る。神話級金属をも容易く砕く【破壊王】シュウ・スターリングの全力殴りでも罅の一つも入らないとてつもない強度を誇るため、いざという時に盾として使う事も出来る。
かつて古代の＜鍛冶師＞が【元始聖剣 アルター】と同時に作り上げた斧で、あらゆる属性に対する「絶対消滅」の力を持つ。どちらも傑作であり甲乙つけがたい逸品だったが、完成させるための最後の工程を施せるのはどちらか片方のみであり、この斧はそれに選ばれなかったために不完全な駄作となり名前も与えられなかった。アルター同様に非常に強力な斧だが不完全なためその力を制御できず、使用者に振るった力と同じだけの反動が返るため、本来の十分の一程度の出力も出せば大抵の使用者が消し飛ぶ。兄弟であるアルターに施された最後の工程とは、この武器使用による反動を消すものだった模様。十分の一とはいえ反動に耐えてまともに力を使用出来たのは歴代使用者の中で【覇王】のみ。それに次ぐ力を使えた者は先代の邪神の眷属悪魔（トロール）であり、呪布を巻いて自身が耐性を持つ物理と闇属性に能力を限定することで使用できた。
武器としての性能以外にも多彩な機能があり、使用者の生体情報を把握したり超級職の在位・空位や就任条件を確認する機能もある。本来は【元始聖剣 アルター】のように確固たる意思を持つインテリジェンス装備だが、莫大な怨念と呪布のせいで意思が表に出られず夢という形でレイと会話することしかできなかった。その夢の中でいつかレイが斧に名を付ける事を約束している。後にイゴーロナクとの戦いにより呪布が破損。長くレイに所持されたため紫怨走甲の力で蓄積されていた怨念もついに霧散し始めた。この影響で、夢に頼らずとも精神世界である程度会話が可能となった。
本来斧の能力を使用するには制御権が必須であり、この制御権は50％で属性か出力のどちらか一方を完全制御可能となり、70％で基本機能《選刃》により属性と出力両方の調整が可能に、それ以上で奥義に相当する機能が使えるようになる。今までは呪符という外部要因の強制調節で能力を限定することで、一定の出力安定と制御権0％でも使用可能となっていたが、呪布の破損により意思が出て来やすくなった代わりに最適化は解除され、レイが制御権0％なため属性選択と出力制御がランダム化。武器として本格的に使い物にならなくなった。だが斧はレイの制御権獲得のため、精神世界でコントロール制限機構の提示する敵性ユニット群（かつての歴代使用者データ）と対戦する試練へ挑戦することを提案した。ちなみに歴代使用者はその強さに応じて制御権の獲得割合が変化する。その中でも最強の【覇王】は実に33％の制御権を占める（呪符を巻いた先代使用者は18％）。レイの場合まず目指すのは1％、次に50％を得れば光属性の選択で黒纏套との併用で確実に斧を振るえるようになるが、それには二人で51％を占める【覇王】か先代のトロールを試練で撃破する事が必要となる。
ネメシス
声 - 大野柚布子
本作のヒロイン。レイの＜エンブリオ＞として顕在した少女。LS・エルゴ・スムが反応したキューコと同じ年齢の外見であることから、外見年齢は13歳未満と判断できる。＜エンブリオ＞としての名称は【復讐乙女 ネメシス】で、TYPE：メイデンwithアームズというレアな存在。尊大なしゃべり方をするが、性格的にはチョロい部分が多い。食癖は暴食で、常識外れのかなりの大食いであり早食い。その食費はレイの懐を圧迫するレベル。ホラー物が大の苦手でアンデッドとの戦いでは泣き叫び、戦闘後もしばらくしくしく泣き続けて立ち直れない。
通常時は人間の少女の姿だが、戦闘時には大型装備へと姿を変える。その形態は現時点では大剣・斧槍・円盾・大鏡など両手持ちの重量装備が多いが、自分の体の延長であるという判定からレイ自身にとっては重量はさほどでもなく片手で振るえる（他者が持つと見た目通りの重量になる模様）。多彩な形態とスキルを持つ代わりにマスターへのステータス補正は低いというタイプ。
第一形態 黒大剣（Black Blade）
デザインは禍々しいが性能はオーソドックスな両手剣。装備補正もまだ高くない。
固有スキル《復讐するは我にあり》（ヴェンジェンス・イズ・マイン）
ダメージカウンターを得た相手に対し、24時間以内限定で蓄積された総ダメージ数値を2倍化して返す。相手に触れてさえいればいいので斬撃である必要はない。防御力は無視される。
固有スキル《カウンター・アブソープション》
攻撃を無効化または軽減する光の壁を作る。習得時のストック総数は最大2、24時間経つと1つ回復する。
第二形態 黒旗斧槍（Flag Halbard）
旗を思わせる黒い靄がたなびくハルバード。
固有スキル《逆転は翻る旗の如く》（リバース・アズ・フラッグ）
受けた状態異常やデバフ効果を逆転させ、一定時間ステータスを大幅アップする。
第三形態 “α” 黒円盾（Black Circle）
身体の大半を覆い隠せるような大型の円盾。黒一色だった今までの形態と異なり、表面には銀線の模様が入っている。
固有スキル《カウンター・アブソープション》
性能が向上しており受けられるダメージ量が上がっている。
第三形態 “β” 流星風車（Shooting Wheel）
円盾表面が銀線に沿って五枚羽の風車のような形に展開した状態。盾の持ち手は槍を思わせる長柄となる。
固有スキル《応報は星の彼方へ》（ペイバック・オーヴァー・スター）
飛び道具。一分間のチャージタイムが必要だが、受けたダメージカウンターの十分の一を飛距離・AGI（速度）に換算し、遠距離追尾して従来よりも強力な3倍撃を放つ。
第四形態 黒翼水鏡（Black Mirror）
付かず離れずの距離で背面の空中に浮かぶ羽根付き大鏡。羽根のような装飾は鏡から取り外し可能で双剣となる。
固有スキル《追撃者は水鏡より来たる》（チェイサー・フロム・ミラーリング）
ダメージを与えてきた対象者のステータスから一つを指定し、それとレイのステータスを同値にする。1分間ごとに相手のステータス分ダメージカウンターを消費し、使い切ったら解除される上に消費し過ぎると《復讐するは我にあり》のダメージが出なくなるデメリットもある。
固有スキル《復讐するは我にあり》
双剣になったことでダメージカウンターがそれぞれの剣に半分ずつ蓄積され、二度撃ちが可能になっている。
【瘴焔姫 ガルドランダ】
声 - 釘宮理恵
UBM担当の管理AIジャバウォックが手ずからデザインした存在。ネメシスと同じ位の年齢のショートカットな白髪の童女の姿をしている。レイの身体（肉）が好物。レイが死闘の末倒した人食いの伝説級UBM【大瘴鬼 ガルドランダ】を母体として内部で育まれ、戦いの末に母体が倒れるとより強力な力を持って誕生するはずだった真の伝説級UBMだったモノ。食人鬼であったため、モンスターと人間のハーフのような存在として人語を解し会話できる。順調に成長を遂げればSUBMまで至ったかもしれないくらい高い潜在能力を持っており、管理AIジャバウォックから大きく期待されていた。大瘴鬼が倒れたその場で瘴焔姫誕生というのが本来の流れだったが、管理AIチェシャからの情報提供により不完全な大瘴鬼の段階で腹部の核に直接攻撃を受けるという裏技的手段で倒されたため、【瘴焔手甲 ガルドランダ】内に意識として宿り、瘴焔手甲の第三スキルによる召喚モンスターとして再誕した。
普通この手の召喚モンスターはオリジナルの劣化モンスターとして召喚されるが、誕生するという性質により真の伝説級UBMとして元の大瘴鬼を大幅に上回る強さで召喚され、前衛系超級職すら上回る高ステータスに強力な攻撃やデバフの固有スキルを備える。こうした元々の強さに加え、経験を元に新たな固有スキルを生み出す高い潜在能力も秘める。また手甲入手以降のレイの経験や知識を記憶の共有を通して学習してきたため、シュウやフィガロといった<超級>マスターの戦闘技術まで学んで理解し、シュウの十八番である上段蹴り「木断」も使える。このようにモンスターとしての成長だけでなく人間の様な成長性も併せ持つため、その戦闘力は更に高まっていく。
これだけの強力さと引き換えに大きな制限も課されており、召喚時間1秒につき1000MP消費（レイの素のステータスでは数秒しか呼べない）に加え、召喚終了後に召喚時間の「三倍時間治療不能な猛毒・酩酊・衰弱の三重状態異常」「三倍時間燃焼（人体発火）」「三倍時間肉体使用権喪失（【瘴焔姫 ガルドランダ】に奪われる）」のいずれかのデメリットの中からランダムで1つが付与される。デメリットで特に重いのが後二つで、燃焼なら焼死、肉体使用権喪失なら意識を保ったままガルドランダに喰われる（自分の肉の味を知らされながら）ため、これらが発動した場合レイは確実に死亡する。召喚時間1秒につき1000MP消費に関しては、MPタンクである【紫怨走甲 ゴゥズメイズ】により実用可能なレベルになっている。後にレイが解呪のバイト報酬で【大小喚の輪】を入手したことでMPコスト極大か極小の召喚が可能になり、極小召喚では手乗りサイズのSD体型・戦闘能力無し・デメリット極小・キシャーと唸るしかできないほど会話能力が落ちた状態（非人間範疇生物用の翻訳アイテムで解決）のチビガル形態で長時間召喚できるようになった（作者曰く日常パート召喚形態）。チビガルはレイの頭の上に乗っかっていることが多く、そこでよく頭髪や頭皮を齧っている。
逆に極大召喚すると、数十倍のMP消費（200万MPでも一分間）という極悪の域を通り越した多大なコストと引き換えにあらゆる能力・スキル（およびデメリット）がクラスアップした神話級UBM【鬼神 ガルドランダ】として強化召喚される。その姿は、童女だった瘴焔姫の時より長くなった白髪と背が少し伸びた少女のスタイルへと成長しており、両肩にはかつての母体【大瘴鬼 ガルドランダ】を想起させる鬼面が存在する。その力は神話級下位のUBM相当と現時点での最強形態ではあるが、作者曰くどうやらこれが最終形であるとは限らない模様。
【瘴焔手甲 ガルドランダ】
【大瘴鬼 ガルドランダ】の特典武具。伝説級武具だが、高性能多機能型にも関わらず高い装備補正も持ち合わせ、SUBMの超級武具に近いほどの性能を持つ強力な装備。
第一装備スキル《煉獄火炎》
左手甲の火炎攻撃。
第二装備スキル《地獄瘴気》
右手甲の猛毒・酩酊・衰弱を起こす三重状態異常の瘴気
第三装備スキル《瘴焔姫》（ガルドランダ）
【瘴焔姫 ガルドランダ】召喚。
《煉獄火炎》
《煉獄拳》
《零式・煉獄火炎》
《地獄瘴気》
《地獄掌》
《零式・地獄瘴気》
シュウ・スターリング / 椋鳥修一（むくどり しゅういち）
声 - 日野聡
レイを＜Infinite Dendrogram＞へと誘った実の兄。椋鳥三姉弟の技担当。クマの着ぐるみプレイで子供たちの人気者。27歳。他プレイヤーからは子供山さん、ネメシスからはクマニーサンと呼ばれる。子供レベルな絵画を除く、あらゆる分野に才能を発揮する天才肌の人物で、大体何でもこなせる万能型。子役俳優から歌手、アマチュア格闘技の世界チャンプなどを経て、現在は都内で三件のマンションを経営するブルジョワなニート。その経歴のため知人には業界人が多い。ジョブは壊し屋系統の超級職である【破壊王】。＜エンブリオ＞はガトリング砲から果ては人型ロボットへの変形機能付き巨大陸上戦艦などに変身する四重複合カテゴリー、TYPE：ガーディアン・フォートレス・ギア・ウェポンの【戦神艦 バルドル】（声 -藤田咲）。
アルター王国に所属する“超級”の一人であり、王国討伐ランキング二年連続一位のランカー。STR極振りビルドであり、UBMすら掠った一撃で粉砕する異常なほどの攻撃力を持つ。さらに現実で習得した格闘技術や類稀な戦闘センスにより足りないSTR以外のステータスを補っており、＜Infinite Dendrogram＞に存在する数多のマスターの中でも最強格の一人として知られている。ただし、外部リソースを使用しない第一形態および素の格闘戦以外においては、弾薬代という外部リソースで資金が数十億単位で吹き飛ぶほど消費するため、エンブリオ使用による全力戦闘はあまりしたがらない。
クマの着ぐるみを着込んでいるのは、キャラクターメイキングの際に誤って自分の素顔のままでアバターを決定してしまったためで、その顔が世界的に有名過ぎるためそのままプレイするのが困難になってしまった（管理AIによってはアバター決定後もゲーム開始する前ならキャラ作り直しを許可するアタリがいるが、シュウの担当である管理AIハンプティダンプティはハズレ側だった）。＜UBM＞の討伐経験を重ねているが、たった一件を除き、全ての特典武具がなぜか着ぐるみになるという呪いじみた状況に陥っている。
ルーク・ホームズ / ルシウス・ホームズ
声 - 小市眞琴
レイと同時期に始めた＜マスター＞の少年。類稀な美貌と幅広い才能を持つ天才児。15歳。アバターは髪の毛の色を変えただけの現実の姿そのまま。メインジョブは下級職【女衒】→同系統上級職【亡八】→超級職【色欲魔王】。父は探偵、母は怪盗というとんでもない家庭で育ち、両親からその技術を仕込まれている。特に人の心理を読み解くのが得意で、プロファイリングをも超えたテレパシーとも思えるレベルで人の考えや行動を推理する。両親と死別して自分が今後どういう生き方をするかに悩んだために、何かの答えを得られるのではないかと考えて＜Infinite Dendrogram＞を始めた。
直接的な戦闘は苦手だが、女性or雌への魅了や従魔を駆使して戦うテイマータイプ。バビと合わせると男女（雄雌）共に魅了でき、レジストに失敗した敵は同士討ちを始め、そこに強力な従魔も参戦する対集団戦を得意とする。その戦いぶりは魅了された者が非魅了者に攻撃し、魅了されていない者がされた者への攻撃を躊躇う内に自分も魅了されるか殺されるという地獄絵図。被害は加速度的に増大し、すべての敵が魅了されるか死ぬかしたところでバビが残った魅了された敵達を順番にドレインで吸い殺す。マスターですらきちんと魅了耐性装備を整えていなければ対抗できず、そのあまりにえげつない組み合わせはかなり強力な制圧力を持っている。後に、バビや従魔と合体変身して戦う「ガードナー獣戦士理論」の発展形とも言えるユニオン・ジャックが使えるように。ユニオン・ジャック中は上級職でありながらも超級職並のステータス＆バビ保有の多彩なスキルを得られるため、直接戦闘でもかなり強力な存在となる。
レイと共に歩んでいるために強敵との戦いを多く経験。しかし、対策装備一つで無効化される魅了、ユニオン・ジャックでバビのスキルを数多行使できるとしてもMPやSPに限度、レベルカンストで頭打ちになった従属キャパシティと従魔の成長によるコスト増でそれに収まらなくなった事など、従魔の力を扱いきれず自身の力も及ばなくなりつつある現状に力不足を実感して悩んでいた。その解決のため、王国との戦争準備で警戒が緩んだ皇国に潜入して厳冬山脈のダンジョン＜淫魔の宮＞をInfinite Dendrogram内での千数百年ぶりに攻略。空位だった超級職【色欲魔王】に就く事で大幅なパワーアップを果たした。
バビロン
声 - 高田憂希
ルークの＜エンブリオ＞。愛称はバビ。＜エンブリオ＞としての名称は【堕落天魔 バビロン】で、TYPE：ガードナー。ガードナーはモンスター型エンブリオだが、バビは淫魔がベースであるため会話が可能で容姿や行動もほぼ人型のそれであり、外見的には翼と尻尾が生えただけの少女にしか見えない。そのため初見ではTYPE：メイデンと間違われる事も。ネメシスからはこれだけ人間に近いガードナーもレアだと評された。男性or雄への魅了や吸収を中心としたスキルにより戦闘を行う。その際ドレイン・ラーニングにより数多くのスキルをも入手している。そうした強力なスキルを保有する代わりに、マスターへのステータス補正と自身のステータスが低いスキル特化型。食癖で、甘味にチリソースを掛けるなど味覚が壊滅しているかのような冒涜的な食べ方をする。ネメシスの考察は、大淫婦バビロン由来の名前に影響されて食事も冒涜的になっているのではないかというもの。後に、第三形態でマスター・エンブリオ・従魔の三身融合スキル＜ユニオン・ジャック＞を身に付け、ルークの直接戦闘力を飛躍的に高められるようになる。
種族としては悪魔系の淫魔に属するが、ルークが未成年のためシステムによる年齢制限が掛かっており、その行動はお色気ではない耳かきやひざまくら、ちょっとしたマッサージ程度の微笑ましい振る舞いに収まっている。ただし、モンスターとしての淫魔は年齢制限が外れた場合はＲ18な存在になるらしく、淫魔が多く出現するダンジョン＜淫魔の宮＞は年齢により攻略難易度が桁違いになるらしい。
ユーゴー・レセップス / ユーリ・ゴーティエ
声 - 村瀬歩（ユーゴー）、陶山恵実里（ユーリ）
外伝『蒼白詩篇』の主人公でもある＜マスター＞の青年。当初はドライフ皇国に所属。メインのジョブは上級職の【高位操縦士】。アバターの外見は20歳前後の男性で作られているが中身の方は15歳の少女で、リアルではMr.フランクリンの実の妹でフランスのロレーヌ女学院中等部に通う学生。姉と同じように異なる性別のアバターを作成した。操縦士であるため直接的な戦闘にはとても不向きで、ステータスはHPとMPとSPとDEXが高いだけで他の能力は初期ステータス並と低い。ギデオンでの作戦のためアルター王国に訪れた際にレイと出会い、共にゴゥズメイズ山賊団と戦うことになった。
姉がオーナーであるクラン＜叡智の三角＞に当初は所属していたが、ギデオンでMr.フランクリンの起こしたテロ作戦に参加したことで、今まで自分が見ようとしてこなかった姉の負の一面を知り、一時レイ達の側に付いた事のペナルティという名目で穏便にクランより脱退（実際の所は、大事な妹がいる目の前では外道で非情な作戦は採用できないからというフランクリンの心情的な都合）。その際に誕生プレゼント兼餞別として、フランクリン手ずから設計・製造したワンオフ機の【MGFX-002 ホワイト・ローズ】を与えられた。その後は無所属となり各地を旅するようになった。現在はカルディナでかつての姉の親友だったAR・I・CAにに弟子にされ、黄河から流出した珠を発端にした騒乱に巻き込まれている。
とにかく乗騎を破壊されてしまう。最初はドライフ皇国で流通しているマジンギア【マーシャルⅡ】に乗っていたが、ゴゥズメイズ山賊団との戦いで大破。翌日のギデオンの事件では改良型の【マーシャルⅡ改】に乗り替えて戦ったもののまた大破。その後【ホワイト・ローズ】に乗り換えるも、これまた逸話級＜UBM＞【骸竜機 インペリアル・グローリー】との戦いで大破している。現在は、【ホワイト・ローズ】の残骸をMVP特典の【機竜心核 インペリアル・グローリー】とレジェンダリアの象徴である大樹【アムニール】の枝で修復・強化した【MGFX-002 ホワイト・ローズ・フル・ブルーム】に乗っている。
キューコ
声 - 小倉唯
ユーゴーと行動を共にする少女。棒読みな口調ながらも毒舌。ネメシスと同じ位の年齢体格の容姿（ロリコンのLS・エルゴ・スムが反応することからそれが13歳未満のものであることが分かっている）。＜エンブリオ＞としての名称は【白氷乙女 コキュートス】で、TYPE：メイデンwithアドバンス。白い物しか食べないという妙な拘り（食癖）があるが、あまりに美味しい食事を前にすると我を忘れ、その拘りを破る上に棒読み口調ですらなくなり饒舌にグルメリポートをやり始める。
マリー・アドラー / 一宮渚（いちみや なぎさ）
声 - 日笠陽子
【記者】のジョブに就いてる女性の＜マスター＞。アバターの年齢は10代後半だが中身は20代前半。出版社DIN（デンドログラム・インフォメーション・ネットワーク）勤務。本当のメインジョブは隠密系最上位の超級職【絶影】。通り名は“超級”でない身で“超級”を討伐した逸話から“超級殺し”。普段は隠蔽のスキルで記者に偽装しており、世間的には正体不明の暗殺者として依頼を受けてPKするマスター専門の暗殺者を生業とするロールプレイをしている。＜エンブリオ＞は弾丸型モンスターを射出する拳銃であるTYPE：レギオンの【幻銃筆 アルカンシェル】。殺しても本当には死なないマスターはともかく、取り返しの付かないティアンは基本的に殺さない（自分や護衛対象を襲う敵となれば別）。
現実では漫画家だが、掲載誌の休刊などのトラブルが重なりスランプで作品が描けなくなり休職。自身の作品の主人公であった暗殺者マリーに扮することでスランプを脱しようと＜Infinite Dendrogram＞を始めた。自分の作品中でも出てくる未熟な者を殺す仕事を経験するために、カルディナが裏で行った王国封鎖の策に雇われ多数の初心者PKを行う。そこでレイと出会いPKするが、絶対的な強敵相手でも折れない姿に興味を覚え後に接触を図った。内心ではこの初心者PKを受注したことを後悔しているため、以降は贖罪も兼ねてレイの仲間として手助けするようになる。

### アルター王国

#### ティアン
アルティミア・A（アズライト）・アルター
メインジョブ：【聖剣姫】(特殊超級職)
アルター王国第一王女。十八歳。色々と斜めの方向に思い込んでしまうタイプで、王女三姉妹の中ではあんまりまともではない（ちょっと残念な）方。オリジナル煌玉馬【黄金之雷霆】とこの世のあらゆるものを切断する【元始聖剣 アルター】を所持。【元始聖剣 アルター】への適性を持つアルター王家のティアンのみが就ける特殊超級職【聖剣姫】を継承しており、超級の＜マスター＞達と並ぶほどの戦闘力を誇る。前の戦争で国王であった父が殺害されたことで国王代理に就いており、現アルター王国の事実上の指導者。皇国の＜マスター＞達に父王や師を殺害されたり、戦争に参戦しなかった王国側の＜マスター＞達のこともあり、＜マスター＞という存在に不信感を抱いている。中でも弱みに付け込んでくる扶桑月夜への評価はかなり辛辣。父王の命令だったとはいえアルター王国最強の自分が戦争に出られなかった事が王国の惨敗に繋がったと考えており、自分を責め続けている。
ミドルネームのAは初代王アズライトからとられた名前であり、特殊超級職に就いている証でもある特別な名前。歴代【聖剣王】/【聖剣姫】でも初代王に並ぶ最高の適性を持つと言われ、誕生時にアルターに選ばれ【聖剣姫】を継承してしまった生まれながらの超級職。剣才も天才的で師である先代騎士団長ラングレイを遥かに上回る剣技を誇る。強すぎる才を持っていたため、父である先代王は彼女が戦いに縛られる事を良しとせず、自由に己の道を歩むことを望まれていた。
お忍びで世直しなどといった正義の味方的な行為に憧れがあり、密かに外出する際には仮面を被りアズライトを名乗って行動する。そのセンスは（自分を棚上げにした）レイをして苦言を呈するもの。ギデオンでの戦いの際には病に臥せっており、自らの手で妹を守れず絶望しかけていたがフランクリンの手で中継される映像の中のレイの戦いに心を震わされ、マスターへの不信と信頼が平衡し始める。その後お忍び中にレイと出会い共に戦ったことで彼に対して全幅の信頼と恋心を抱くようになり、レイを通してまだ数少ないながらも信頼できるマスターが増えて行っている。
【黄金之雷霆】（ゴルド・サンダー）
アルター王国の秘宝で代々継承されてきたオリジナル煌玉馬。初代フラグマンが生み出したシリーズ一号機で万能型を目指して開発された。名前から分かる通り電撃系の特殊能力を持つ。初代【聖剣王】アズライトの乗騎であり、その後は歴代【天騎士】の乗騎として幾多の戦場を渡り歩いてきた。会話機能を所持しているがあまりしゃべらない。攻撃・防御・機動性のバランスのよい機体で、電磁加速により直進限定ではあるが瞬間的に速度特化型の兄弟騎をも超えるシリーズ最高速度を出せる。シリーズ最初の機体だがフレーム自体は【白銀之風】に用いられている一号フレームの方が先に作られている。一号フレームに用いられた素材と求める機能の相性が良くなかったため、【黄金之雷霆】には新規に作られた二号フレームが使用された。
現在の所有者はアルティミアだが、前の所有者はリリアーナの父親の先代騎士団長ラングレイ。先の戦争で一度大破しており、修理の目途も立たずラングレイと共に墓に埋葬されていた。その後、王国の地方都市カルチェラタンで初代フラグマンが残した量産型煌玉馬の生産プラントが発見され、その部品を流用しての修復計画が始動。情報の解析や部品の規格違いなどで計画は難航していたが、ある程度まで修復が進んでいたことで機能を取り戻し、アルティミアの危機を察知して量産型の部品を自力加工して自己修復を果たす。しかし、質に劣る部品を用いているため完全体だったころの8割程度に性能が低下している。だが最古の機体かつ現役として稼働し続けてきたため、様々な理由であまり稼働していない他の兄弟騎達を圧倒する大量の戦闘経験を積んでおり、自己でプログラムを改良してカタログスペック上では持ち得ていなかった本来使用した後に再度使用するために時間がかかる、自身の持つ電気の力によってレールガンのように体を打ち出す電磁加速を連続で使用するといった追加機能を獲得してその不利を感じさせない。
【元始聖剣 アルター】
アルター王国の最秘宝であり、建国伝説でも語られるこの世界で最も広く知られた蒼い聖剣。かつて世界の創造者の1柱たる＜鍛冶師＞が無銘の斧と同時に作り上げた剣で、無銘の斧と違い＜鍛冶師＞に選ばれたことで最高傑作となった。その力は超級武具をも超える＜Infinite Dendrogram＞内で最強の武具。実は管理AIジャバウォックによって＜イレギュラー＞認定されたUBMでもある。無銘の斧の「絶対消滅」と並ぶ「絶対切断」の力を持ち、剣自体が意思を持ち特定の血筋から自らの所有者を選ぶ。選ばれた者は特殊超級職【聖剣王】/【聖剣姫】となる。
「絶対切断」によりあらゆるものを実体が有ろうが無かろうが関係なく斬り（運動エネルギーや空間まで斬る）、切断の際に「始まり」を刻み直すことによってどんな方法であっても絶対に癒えない傷を与える（要は切られた状態が通常状態であると上書きする）。それゆえ「元始」と冠されている。普段は剣自身がリミッターを掛けて不完全な「絶対切断」しか発動できないようにしていて、奥義として能力を解放することで所有者の命を対価に全力を振るえる。消費した命は時間と共に回復するが、短期間に集中して使い過ぎれば所有者は死に至る。邪神の防御をも切り裂けるため、初代王は命の大半と引き換えに邪神を討伐した。その際は特殊超級職【聖女】が己の命と引き換えに初代王を癒し一命を取り留めたが、今代の【聖女】は犯罪者マスターである【犯罪王】ゼクス・ヴュルフェルによって奪われたためにアルティミアが命を使い果たした場合救う手立てが無い。
リリアーナ・グランドリア
声 - 悠木碧
アルター王国近衛騎士団副団長。二十歳。真面目で苦労人だが、騎士団員のセリフから基本的には天然ボケキャラである模様。前の戦争で父である騎士団長ラングレイと彼女より強い団員がみな殺害されたために、事実上近衛騎士団のトップを務めている。レイが最初に出会ったティアンであり、以降縁が出来る。エリザベートの護衛任務に就いているが、彼女の脱走を防げず心労が積み重なっている。ティアンの中でもかなり高い才能を持ち、実力を高めるために聖騎士になったあと一度ジョブビルドをリセットしたことがある。現在は父が就いていた超級職【天騎士】を目指して再修業中。
実はグランドリア家は海上国家グランバロアの国主になる資格を持つグランバロア四大船団の一角を務める名家であり、父であるラングレイは前頭首の次男。グランバロアを飛び出した父が貴族令嬢だった母に一目ぼれした事が切っ掛けでアルター王国に仕えるようになり、アルター王国にもう一つのグランドリア家が誕生。騎士となった父はやがて頭角を現して【天騎士】へ至ったという経緯がある。そのためグランバロアにとっても特別な血筋の持ち主。
ミリアーヌ・グランドリア
声 - 春瀬なつみ
リリアーナの妹。八歳。どこかに潜り込むことに対して異常なまでの才能を有しており、普段から無自覚にその才能を発動して警備が厳重なはずの王城にすら潜入しまくっている。王女テレジアともその縁で知り合っており、正体を知らないまま友達になり一緒に遊んでいる。また大きなお風呂は公衆浴場という大いなる勘違いと共に、アルティミアの入浴中に普通に入ってきて普通に入浴して出て行った事がある。この時アルティミアはミリアーヌの事を天地に伝わる「ヨウカイ ホームワラシ」と勘違いし、後日別の場所で再会して驚いた。生まれ持った血筋こそ特殊超級職【先導者】の適格者と特別だが、その特異な才能は何者の意思も血筋も介在せず、ただの偶然の賜物である模様。
エリザベート・S・アルター
声 - 内田彩
アルター王国第二王女。九歳。度々、王宮からの脱走事件を起こす問題児。王女三姉妹の中では人として一番まともではあるが、脱け出すということに対して異常なまでの才能を有し、専門に鍛えられた忍者集団の監視すら出し抜く。そのため護衛のリリアーナの心労は積み重なるばかり。マリーと出会って非常に仲良くなって彼女の義妹的ポジションに収まってしまい、ルークやマリーの指導により更に才能を磨いてしまう。現在はもしかすると超級マスターすら出し抜けるのではないかとレイは考えている。黄河帝国第三皇子蒼龍人越（ツァンロン・レンユエ）と婚約する。
テオドール・リンドス
声 - 白石稔
アルター王国近衛騎士団の第三位。＜マスター＞に対し複雑な感情を抱えているが、必要とあらば私情に蓋をして動くこともできる職務への誠実さを持つ。才能に乏しく、上級職一つ・下級職三つまでしか就く事が出来ないためその強さは既に頭打ちになってしまっている。
テレジア・C（セレスタイト）・アルター
アルター王国第三王女。八歳。病弱の身で生まれたために長くは生きられないと言われている。非常に達観しており、年齢に見合わない態度や言動をとる王女三姉妹の中で一番まともではない存在。
実態はまだ完全には覚醒していない特殊超級職【邪神】。彼女が覚醒したときに倒せなければ【終焉】により世界が終わる。管理AIの一体であるドーマウスが常に警護しているが、実際は警護ではなく覚醒しないよう監視し管理しているというのが正しい。人の死や負の感情によって覚醒が早まるため、このまま堅固な王城の結界の中ならば覚醒せずに人生を終えることができる可能性がある。未覚醒な現時点でもすでに強大な力を持ち、マスターやエンブリオでは干渉出来ないという制限があるためほぼ無敵。超級マスターであっても歯が立たない。ティアンの特殊超級職だけが倒せる可能性を持つようだが、マスターや管理AIの干渉により特殊超級職の多くが欠けている現在では難しいとされている。
アッシュバレー・ギデオン
アルター王国の第二の都市である“決闘都市”ギデオンを統治する若き伯爵。有能ではあるが、度重なるトラブル続きで心労が絶えない。マリーを通じて天地の忍者集団を雇用する事ができ、街の治安維持とエリザベートの護衛に彼らを導入した。
フラグマン(九代目)
メインジョブ：【大賢者】
アルター王国の相談役の宮廷魔術師にして、世界の真実を継承するフラグマンの九代目。前回の戦争の時に“物理最強”によって殺害された。
名を名乗ることは無く、基本的にメインジョブである【大賢者】と呼ばれていた。国王に＜マスター＞を神性視させて戦力として扱わないように偏向的な教育をした結果、国王は＜マスター＞を戦争に起用せず王国の重鎮を多く失うこととなった。また王国側からドライフとの同盟を破棄させて戦争へと誘うように主導している。その裏には様々な思惑があったようだが、フラグマンの目的は歴史上度々戦争に介入してきた”化身”がアルター王国とドライフ皇国の戦争の介入してくると予想しそれによって、そのてん”化身”を調査するため。
インテグラ・セドナ・クラリース・フラグマン
メインジョブ：【大賢者】(魔術師系統賢者派生超級職)
年齢は二十代だがあまり発育が良くなく見た目は子供に見える。十代目、当代のフラグマンである女性。アルティミアとリリアーナとは幼なじみで一番年上。先代フラグマンの弟子達の中で唯一、フラグマンの後継者として育てられた。
全属性の超級職奥義までの魔法が使えるが、中でも防御魔法を得意としている。個人戦闘型と広域殲滅型のハイブリッドでかなり高い実力を持つ。先代と同じく裏で色々と暗躍していて、目的のためになら友を害しても行動できる。そのためアルター王国とドライフ皇国を争わせ漁夫の利を狙う、王国の本当の敵であるカルディナとも通じている。

#### ＜マスター＞
フィガロ/ヴィンセント・マイヤーズ
声 - 鈴村健一
メインジョブ：【超闘士】（闘士系統超級職）
＜アルター王国三巨頭＞に数えられる＜超級＞の一人。アルター王国決闘ランキング一位にしてシュウの友人。＜エンブリオ＞は心臓型の【獅星赤心 コル・レオニス】。資産家の家庭の嫡男だが、現実では心臓に疾患のある青年で興奮するようなことがあると心臓への負担で入院するくらい虚弱な身体であり、走ることも劇を見ることも出来ない。家を継ぐことになっている妹がいるが、彼自身は幼少期から妹の事を弟と勘違いしていて未だに気付いていない。ほぼ寝たきりで人と友人になる機会が全く無く、人間関係の経験値が皆無なためPTプレイが一切出来ないという弱点がある。そのため仲間がいると上手く戦えなくなり戦力がガタ落ちになるのでソロ活動ですべてを賄い、王都地下の高難易度大規模神造ダンジョン＜墓標迷宮＞ソロ攻略か一対一での戦いに集中できる闘技場での決闘がメイン活動となっている。先の戦争に参加しなかった理由もそれで、参加しなかったではなく参加出来なかったが正しい。参戦しない理由のインタビューを受けた際の内容は本来全く別のもので、発言の一部を記者に都合よく加工され「雑な戦いに興味はない」と発言したことにされた経緯がある。強さを優先した装備にしているため、かなりちぐはぐな外見をしている。エンブリオ能力の「装備数反比例強化」と「戦闘時間比例強化」によって文字通り無限に強くなれることから“無限連鎖”という通り名を持つが、その能力を使わなければならないほど強い相手と公式戦で戦うことがない上にメイン武器が鎖のため、超級激突で迅羽と戦うまでは無限に伸びる鎖が通り名の由来だと思われていた。＜墓標迷宮＞の深層でドロップしたオリジナル煌玉馬【黒曜之地裂】を所有しているが、陸戦特化機体であるため他の兄弟機の様に完全な空中機動が出来ず、他の兄弟機より重装甲型ではあっても戦闘系超級職の奥義の前では気休めにもならず、フィガロのビルドに騎兵系統が含まれない上に走行性能でも【黒曜之地裂】に乗るより自分で走った方が速いとほぼ無用の長物と化している。
とある事件がきっかけハンニャ／四季冬子という女性と文通を始め最初は強者であるハンニャとの決闘が目的だったが、文通をしているうちに話していると安心することに気づき、愛闘祭での騒動の末結ばれ、リアルでも〈Infinite Dendrogram〉でも恋人をしている。また、2人そろって〈デス・ピリオド〉に加入した。
扶桑月夜
メインジョブ：【女教皇】（司祭系統超級職）
＜アルター王国三巨頭＞に数えられる＜超級＞の一人。藤林梢の幼馴染で、玲二の大学の上級生。アルター王国クランランキング一位かつリアルの宗教団体でもある宗教クラン＜月世の会＞のオーナーであり教祖。その関係で顔も名前もそのままにログインしている。通り名は“月世界”。エンブリオはTYPE：メイデンwithインベイジョンワールドの【カグヤ】。相手の弱みに付け込んで自分の要求を高く売りつける交渉手段を得意とする。先の戦争に参戦しなかった理由も自分の要求が通らなかったから。
アルティミアからは寄生虫、シュウからは雌狐と呼ばれ、姉を思わせる雰囲気を持つためレイからは女化生先輩と呼ばれ避けられている。現在のお気に入りはレイであり、リアル・ゲーム内問わず何か隙があらばちょっかいを掛けようとする。かなりイイ性格で己の利益のためなら手段や目的を選ばないフリーダムな生き方をしているが、藤林梢にだけは完全に頭が上がらず、彼女に怒られるとあっという間におとなしくなる。その様を見たレイは、月夜はアルティミアに強く、アルティミアは先輩に強く、先輩は月夜に強い三すくみ状態だと感じた。
“正体不明”
メインジョブ：【破壊王】（壊屋系統超級職）
＜アルター王国三巨頭＞に数えられる＜超級＞の一人。アルター王国討伐ランキング一位。詳細はシュウ・スターリング
レイレイ/レイチェル・レイミューズ
アルター王国の＜超級＞の一人。ネメシスからは蛇チャイナと呼ばれる。シュウの歌手時代から親交があるリアルの友人。北欧系美人。リアルでは世界的歌手として多忙な日々を過ごしているため、滅多にログインできない。発する音（主に歌声を使用）により敵対者の耐性を0かマイナスまで下げ、即死レベルと化した状態異常攻撃による戦闘や相手が相手自身の攻撃への耐性を失わせ自爆させる戦闘を行う。通り名は“酒池肉林”だが、それは攻撃された敵の身体の中身がドロドロに溶けて液体のように毀れ出て（酒地）、後には皮だけが残る（肉林）というかなりグロい倒し方をする事から付いている。＜エンブリオ＞は【エデン】。彼女は、世界中の人に言語の壁によって言いたいことが伝わらないことを悩みとしていたが〈Infinite Dendrogram〉の完璧な翻訳によって悩みが解消されたため、エンブリオはその境をマイナスにし受け入れさせるものになった。＜デス・ピリオド＞設立の際にタイミングよくログインしており、シュウと共にメンバーとしての参加を表明する。
ビースリー（Barbaroi・Bad・Burn）／藤林梢
声 - 大塚明夫（バルバロイ・バッド・バーン時）
メインジョブ：【鎧巨人】（上級職）/【盾巨人】（上級職）
月夜と昔からリアルでの付き合いがある＜マスター＞。以前王都封鎖に参加して初心者PKを行い、フィガロに壊滅させられ解散したPKクラン＜凶城＞の元オーナー。玲二の大学の上級生であり、先輩と呼ばれている。リアルとゲームは分ける質で、月夜の暴走を押さえ込める貴重な存在。本来は真面目で気遣いの出来る優しい性格。アバター名がアルファベット表記でBarbaroi・Bad・Burnと長いため、基本は略称のビースリーで通している。エンブリオはTYPE：テリトリー系列の【大天蓋 アトラス】。
ジョブを使い分けており、盾巨人のときは本来の女性アバターの姿かつ本来の性格なビースリーだが、鎧巨人にジョブチェンジする事で特典武具である大型全身鎧【撃鉄鎧マグナムコロッサス】を纏えるようになり鎧の中に格納されて巨大化（鎧と身体の隙間部分は力場のようなものに埋められている模様）。ヘルムを被って顔を隠すことでPKスイッチが入り人格が変貌。ヘルムの機能で声も変わり、一人称が「俺」な山賊の頭のような粗暴な男口調のバルバロイ・バッド・バーンとなる。そのためジョブで自分の呼び方を変えてくれとレイに伝えている。王都封鎖時に王国に与えた損害のために、そのことを持ちだされるとアルティミアに頭が上がらない。
＜凶城＞解散の背景は、元々メンバーに社会人等が多く皆の時間の都合が付かなくなりつつあった事、フィガロに倒された時のランダムドロップで装備や財産を多く失った事が切っ掛けとなり潮時という意見が大勢になった事、これらの理由により解散された。解散後はPK活動を辞めていたが、敗北をきっかけにジョブのビルドを見直して更に強くなり盾役として頼れる存在になっている。大学で玲二が後輩であることを知り、冒険を共にしたことで一緒に活動する機会が増え、＜デス・ピリオド＞設立に際しメンバーとして参加する。“超級殺し”のマリーとはギデオンの事件のあと奇襲された因縁もあり、仲はあまり良くない。
カシミヤ
メインジョブ：【抜刀神】（抜刀特化型超級職）
アルター王国最強のPK。王国の準＜超級＞の中でも対人戦闘に関してはトップクラスの実力を持つ。外見は子供で、リアルも子供。アルター王国決闘ランキング三位であり、クランランキング三位のPKクラン＜K&R＞のオーナーでもある。通り名は“断頭台”“王国最速”など多数。＜エンブリオ＞はTYPE：ルール・アームズの【自在抜刀 イナバ】。〈エンブリオ〉の能力はカシミヤの抜刀術の補助に特化している。
ジュリエット／黒崎樹里
声 - 桑原由気
メインジョブ：【堕天騎士】（騎士系統暗黒騎士派生超級職）
外伝『クロウ・レコード』の主人公。アルター王国決闘ランキング四位の決闘ランカー。リアルは女子中学生で重めの中二病を発症中。＜エンブリオ＞TYPE：フュージョンアームズの【黒翼飛翔 フレーズヴェルグ】。チェルシーと共に＜デス・ピリオド＞に誘われたが、チェルシーが立ち直るまで待ってくれと答えた。レイの事が異性として気になっているようで、チェルシーにそのことを指摘されると慌てて否定する。
チェルシー
声 - 内田真礼
メインジョブ：【大海賊】（海賊系統上級職）
アルター王国の決闘ランキング第八位の決闘ランカー。リアルでの年齢は20歳のアメリカ人女子大生だが、ゲーム内ではジュリエットの友達で良く一緒にいる。＜エンブリオ＞は【大海湛斧 ポセイドン】。ランキングに入っているクランのオーナーだったが、クランメンバー達が起こした痴情の拗れからクランの維持が困難になり解散。ジュリエットと共にレイに＜デス・ピリオド＞へと誘われたが気持ちの整理が付くまで無理だと断った。
霞
メインジョブ：【高位召喚師】（召喚師系統上級職）
アルター王国の＜マスター＞の一人。十六歳。エンブリオはタイキョクズ。彼女とイオとふじのんの三人でいつも一緒に行動している。ギデオンでの戦いをきっかけにレイやルークたちと知り合い、＜デス・ピリオド＞に誘われて参加を決めた。気弱・恥ずかしがり屋の腐女子であり、推しはユーゴー×レイ。〈エンブリオ〉がマスターの居場所と到達形態が分かるという使い勝手の良い能力であると共に本人も優秀なマスターであるため、三人娘の中では出番が一番多い。タイキョクズは本来転移型の＜エンブリオ＞であり、優れたレーダー機能は能力の一つでしかない。＜デス・ピリオド＞内でのみ共有され対外的には秘匿された真の機能として召喚モンスターをタイキョクズの識別範囲内ならMPの続く限り自由に連続転移できる能力があり、敵陣にモンスターを送り込んで奇襲や、敵陣ど真ん中に自爆モンスターを転移させて爆破といった攻撃的な使い方が本来の戦闘スタイル。MPの上限UPとモンスターのラインナップが揃うほど戦闘力が増していくため、召喚師系超級職に就ければ相当厄介な事になる。
イオ
メインジョブ：【蛮戦士】（戦士系統派生下級職）
アルター王国の＜マスター＞の一人。十六歳。エンブリオは五輪の書をモチーフにしたゴリン。他の二人といつも一緒に行動している。脳筋パワータイプ。ギデオンでの戦いをきっかけにレイやルークたちと知り合い、＜デス・ピリオド＞に誘われて参加を決めた。元気っ子でちょっとおバカな腐女子であり、推しはルーク×レイ。火力に特化したビルドを行っており、エンブリオもその方向で進化した結果、一度の攻撃を無効化する【ブローチ】や防御スキルなどの相手の持つ防御効果を無効化してダイレクトアタックできる必殺スキルを獲得。まず【ブローチ】を壊すというPvPでのセオリーを抜きに一撃必殺が可能となった。ただし素の防御力を無効化するわけではないので、元が硬い相手には耐えられることもある。
ふじのん
メインジョブ：【黒土術師】（魔術師系統派生上級職）
アルター王国の＜マスター＞の一人。十六歳。エンブリオはアルマゲストで戦闘スタイルは一人魔法部隊。他の二人といつも一緒に行動している。ギデオンでの戦いをきっかけにレイやルークたちと知り合い、＜デス・ピリオド＞に誘われて参加を決めた。クールでまとめ役な腐女子であり、推しはクマ兄×レイ（だがチェシャもアリ）。百種類にもおよぶ自作の呪文をノートに書き溜めているらしい。アルマゲストは魔法をコピーする性質と自ら魔法を編む魔術師AIと言える能力を持つ。周囲にアルマゲストによる八つの魔法陣を展開、自身も加えた九人分の力を振るうだけでなく、完全に連動させて合体魔法の行使も可能。ただしMP消費は全てふじのん本人が負担する事になる。魔法陣の性能は本人のレベルに比例しMPが増えるほど戦力が増すため、霞と同じく魔術師系超級職に就ければ相当厄介な事になる。
キャサリン金剛/キャサリン・マイヤーズ
メインジョブ：【傾国】(娼妓系統超級職)
アルター王国討伐ランキング二位の討伐ランカーでオカマキャラ。中身は実はブラコン気味なフィガロの妹。かなり突飛な思考回路を持っており、余人には理解の困難な結論を出す。兄を追ってプレイするようになった。貧乳で中性的な容姿をしている自分を弟だと信じる兄のために、自分が嫡男になるという思考の果てに男装をして家を継ぐ将来を定め、マイヤーズ家を継ぐ勉強の傍らで男の生き方を肉体から学ぼうと考え男性アバターを作成。そのうえで心は女性らしく振舞うという男性の肉体と女性の在り方両方を備える無敵な存在という彼女なりの素晴らしい発想により出来上がったのがキャサリン金剛であり、王都に降り立って自分を見た子供が逃げ出すまで色々おかしい事に全く気付いていなかった。以降は自分を見た兄が発作を起こさないようすべてを内緒にしてプレイしている。
グレート・ジェノサイド・マックス
メインジョブ：【剣聖】(剣士系統派生上級職)
天地からの移籍者。ある事件の後に決闘ランキングの末席である三十位の決闘ランカーとなった。＜エンブリオ＞は熊型ガードナーの【イペタム】。
曼珠沙華死音
メインジョブ：【闇姫】(魔術師系統暗闇術師派生超級職)
アルター王国の三つのランキングに共に十三位として名を連ねているトリプルランカー。数字に拘りがあり、本来の実力よりはもっと上で意図的に十三位に留まっている。ジュリエットとは趣味嗜好のバッティングやそれの報復合戦などでとても仲が悪い。＜エンブリオ＞は自身の攻撃に状態異常を付与するTYPE：ルールの【呵責十字　ジューダス】で、防御無視の特性を持つ闇属性魔法に、ジューダスの必殺スキルによる一定時間後即死の状態異常を付与した一撃必殺コンボの使い手。
ソニア/ソフィア・ミハイロフ
メインジョブ：【幻術師】（幻術師系統下級職）
アルター王国の＜マスター＞の一人。スピンオフ作品「童話分隊」のキャラ。レイ、ルークと同時期に始めた。レイが初フィールド狩り時に見かけた地雷原のマスター。リアルではロレーヌ女学院の中等部三年生でユーリの同級生。ゲームと違いリアルでは金欠ではない。よくアクセサリーや家具アイテムを購入するため、ゲーム内では常に金欠。後述の二人と合わせてパーティ＜童話分隊＞を組んでいる。＜エンブリオ＞はTYPE：テリトリーの【時限震完 クロックダイル】。
アスマ
メインジョブ：【隻剣士】（剣士系統派生下級職）
アルター王国の＜マスター＞の一人。レイ、ルークと同時期に始めた、＜童話分隊＞の一人。レイが初フィールド狩り時に見かけた乳母車のマスター。＜エンブリオ＞から生まれるモンスターの飼育に多くの金銭を費やしているため、常に金欠。＜エンブリオ＞はTYPE：チャリオッツの【超獣母神 ガイア】。
グリムズ
メインジョブ【奇襲者】（襲撃者系統上級職）
アルター王国の＜マスター＞の一人。レイ、ルークと同時期に始めた、＜童話分隊＞の一人。レイが初フィールド狩り時に見かけた鎖鎌のマスター。ギャンブルに金をつぎ込んでいるため、常に金欠。＜エンブリオ＞はTYPE：アームズの【地縛伸 クトーニアン】。本人曰く、リアルは元王子の現在ニートらしく、カルディナのファトゥムと酷似した経歴を持つ。
フォルテスラ
メインジョブ：【剣王】
王国でかつてクランランキング第二位だったクラン＜バビロニア戦闘団＞のオーナーだった＜マスター＞。フィガロとはお互いに切磋琢磨し合うライバル同士であった。＜エンブリオ＞はTYPE：メイデンwithエルダー・アームズの【ネイリング】。
＜SUBM＞【三極竜 グローリア】との戦いで愛したティアンの妻を、ホームタウンなどの全てを失い、再びログインした時、それを再認識した絶望の感情をトリガーに進化し、僅かな者以外にも知られることがない王国所属6人目の＜超級＞となった。
ハンニャ/四季冬子
メインジョブ：【狂王】（狂戦士系統超級職）
物語開始時点で“監獄”に収監されていた＜超級＞の1人(正確には収監後に＜超級＞へと至った)。ヤンデレ気味で、自分を裏切った彼氏と泥棒猫を探すためバレンタインイベントでカップルを踏み潰していた際シュウとフィガロに出会い元彼の場所を教えてもらったが、レジェンダリアで踏み潰す際、建物も巻き込み倒壊させティアンに怪我をさせ、器物破損と傷害罪で捕まった。捕まった後、フィガロと連絡先を交換していた縁で文通を行っており、当時は決闘目的だったフィガロとの文通を恋愛によるものだと勘違いし、“監獄”でも、フィガロの悪口を言うものを踏み潰していた。また、カップルも踏み潰していた模様。
レイが＜Infinite Dendrogram＞を始めてから一ヶ月ほど後に刑期が明けた。後に愛闘祭での騒動を経てリアルでもフィガロと結婚前提の付き合いを始め、彼と共にクラン＜デス・ピリオド＞に参加し王国所属の5人目の＜超級＞となった。＜エンブリオ＞はTYPE：アポストルwithエンジェルギア【幽閉天使 サンダルフォン】。アポストル態は金髪の美少年、エンジェルギア態は全長１kmもの大きさの両脚型の双塔であり、＜マスター＞とティアンを識別する能力、区分けした周囲の空間のつながりをシャッフルする能力で相手を追い詰め、踏み潰す。
アルベルト・シュバルツカイザー
メインジョブ：【殲滅王】（討伐特化型超級職）
かつてカルディナの＜セフィロト＞に所属していた＜超級＞の一人。王国と皇国の戦争の直前に、カルディナでの活動を終えたことを機に王国へと移籍した。新参戦力を集うトーナメントの戦いの後、クラン＜デス・ピリオド＞に参加し王国所属の7人目の＜超級＞となった。通り名は“七死変貌”。＜エンブリオ＞はTYPE：ボディの【七星転身 セプテントリオン】で、全身を機械に置換している。七回の蘇生に近い回復能力と、自身を殺した相手の攻撃手段に対する耐性と防御手段を攻略するための攻撃方法を獲得する能力を持つ。
その正体は突然変異のAI、情報生命体。かつて、椋鳥家の姉と関わっている。その由来のために人間と同じ構造の体だったアバターには適応しきれず、それを読み取ったエンブリオが現実の機械の体に近いボディとして孵化した。
エフ
メインジョブ：【光王】（魔術師系統閃光術師派生超級職）
アルター王国の討伐ランカー三十位。リアルは小説家でその取材のためにプレイしている。レイからはフランクリンと同類の己のためならいくらでも他者を傷つけられる部類として嫌悪されている。取材のためよく遠隔で事件の種をばらまいている。所属王国で指名手配されないため、基本的には皇国などで事件の種をばらまいているが最近は王国でも事件の種をばらまいている。ランキングに居座るために三十位を取っているだけで、事実上の実力は準＜超級＞でも上位クラスのものを持つ。＜エンブリオ＞は100個の水晶玉のような星の【光輝展星 ゾディアック】。高熱のレーザーや光学迷彩を扱う光属性魔法の最高峰の使い手。本人の実力だけでなく、ゾディアックは全て浮遊能力と周囲の光を貯蓄してMPがわりにエフの光魔法を発動するスキルを持ち、シューティングゲームの如く四方八方からレーザーを照射してくる。レジェンダリアに＜デザイア＞の一人である妹の【嫉妬魔王】ジーがいる。
ケイデンス/ケイ・ノーデンス
　　メインジョブ：【嵐王】（魔術師系統翆風術師派生超級職）/【傲慢魔王】(無系統超級職）
　　
ダムダム・ダン
メインジョブ：【奇襲者】（襲撃者系統上級職）
トルネ村でビースリーに殲滅されて空中分解した新興の大型PKクラン＜ソル・クライシス＞の元オーナー。その後、離散せず唯一残ったメンバーであるブルースクリーンと共に新クラン＜ライジング・サン＞を立ち上げ再びオーナーとして地道に活動中。＜ライジング・サン＞も「まずは二流になろう」を合言葉にPKクランとして設立したものの、メンバーが二人の零細クランであるためPKとしては開店休業状態。＜エンブリオ＞の【メリー】は追跡能力特化型で、本来は戦闘よりも目標の追跡および失せ物探しや人捜しが得意分野。現在はその本来の長所を生かしてカルチェラタン遺跡の調査を王国から受注し、クラン運営のための資金稼ぎをしている。作曲家エンゼルバーグの大ファンだが、当の本人が準＜超級＞マスターのベルドルベル（声 - 速水奨）としてプレイしているのは知らず、カルチェラタンの街頭で演奏していたベルドルベルを見かけても上手ですごい楽団が居るとしか思わなかった。
ブルースクリーン
メインジョブ：【高位整備士】（整備士系統上級職）/【高位技師】（技師系統上級職）
元＜ソル・クライシス＞のメンバー。王国では希少な【高位技師】兼【高位整備士】のマスター。＜エンブリオ＞の【グレムリン】は機械の停止が専門。【グレムリン】の必殺スキルが初めて発現した際に、深く考えず試し撃ちして街中を停電させた罪でドライフに指名手配されて王国に逃れてきた。現在は＜ライジング・サン＞唯一のメンバーとしてダムダムと二人で活動中。カルチェラタン遺跡の調査の際に量産型煌玉馬【セカンドモデル】の生産プラントを発見。【セカンドモデル】量産および、オリジナル煌玉馬【黄金之雷霆】修復計画の実質的な責任者となってしまう。苦戦しながらも機能を八割程度修復したことで【黄金之雷霆】は自己修復が可能となり、アルティミアの危機に間に合ったという功績を成した。

### ドライフ皇国

#### ティアン
クラウディア・L（ラインハルト）・ドライフ
ドライフ皇国皇王にして【獣王】ベヘモットの友人。十九歳。超級職【衝神】、特殊超級職【機皇】、超級職【機械王】の3つもの超級職に就くドライフ皇国最強のティアン。才能の怪物であるハイエンドと呼ばれる特殊存在。ハイエンドであるためフラグマンでもないのにこの世界の真実の大部分を知っており、世界の外から来た化身の事もある程度知っている。また自分の意志で目的に沿った仮想人格を作り出せる。アルティミアの留学時代の親友だが、本当は同性愛者で彼女を愛している。MVP特典から作り出したパワードスーツ【流血鬼サイクル・ブラッド】、古代伝説級特典武具、オリジナル煌玉馬【翡翠之大嵐】を所持。槍技においてアルティミアの剣技に匹敵するか上回るほどの才能を持つ。
十歳の頃に双子の兄ラインハルトを爆弾テロで失っているが、後ろ盾だった先代バルバロス辺境伯の策で顔立ちの似ていたクラウディアが「ラインハルト」を演じて周囲を騙してきた。その後、先王の崩御と共に自分以外の皇族を皆殺しにして皇王となり、表向きには兄の皇王ラインハルトと妹の皇女クラウディアという体で皇王を務めている。演じるために「ラインハルト」という仮想人格を生み出したが、このラインハルトは本物の兄と違って感情の起伏があまりなく、冷徹で合理的な思考しかしない機械を思わせるような人格。だがクラウディア本来の人格は「ラインハルト」寄りであり、アルティミアと出会った際に彼女に気に入られたいがために現在の気が強く明るい人格を作り出しこちらを主体に切り替えた。複数の超級職に就いている秘密はこの仮想人格にあり、クラウディアが槍の超級職【衝神】、ラインハルトが整備士の超級職【機械王】、【皇玉座 ドライフ・エンペルスタンド】に選ばれる事で就く特殊超級職【機皇】という具合に分けて担当している。長く続いた内戦で右腕を失い機械化していたが、ベヘモットが行った取引により扶桑月夜の超級回復魔法で生身の腕を取り戻した。
【翡翠之大嵐】（ジェイド・ストーム）
ドライフ皇国の遺跡より発掘されたオリジナル煌玉馬二号機。兄弟騎である【黄金之雷霆】と違って口数多め。機動性特化の機体で、その速度は超音速に達する。風系統の特殊能力を持ち、上級職の奥義並の風属性魔法や強固な風の防壁を使える。遺跡で眠り続けていたためほぼ新品の状態であり、完全な性能を維持している。しかし戦闘経験が乏しく、修復による劣化で弱体化しているはずの【黄金之雷霆】に軽くあしらわれた。
【皇玉座 ドライフ・エンペルスタンド】
ドライフ皇国最強の兵器。整備はクラウディアがまだ少女だった頃から【機械王】ラインハルトの人格で行っており、機能も全て掌握している。かつて、先々期文明のツヴァイアー皇国で皇王の依頼を受けたフラグマンによって製作された玉座。設計当初は「ドライフ」＝「守護」を意味する古語の名称のみが付けられ兵器ですらなかった。玉座と呼ばれた由来は、最奥に特殊超級職【機皇】に就くための特殊クリスタルを内包しているため。【機皇】クリスタルは先代の死亡と同時に平民・外国人問わず適性ある者全てに告知する機能があるため、クリスタルを守り皇族以外が触れられないようにする目的と、万が一の時にツヴァイアー皇国皇族を避難させるための施設として作られたシェルターだった。その目的のため人里離れた場所に建設されていたが、化身の脅威に対抗するため超長距離砲撃能力を持った攻撃型要塞へ作り替えられた。
僻地にあったため破壊されず、ツヴァイアー皇国が滅び【機皇】適性を持つ者も絶えたため長らく放置され続けていた。だが1000年ほど経ってその地を訪れた管理AIジャバウォック、キャタピラー、マッドハッターによって＜イレギュラー＞のUBM認定され、「エンペルスタンド」＝「皇を立てるもの」という言葉を追加し【皇玉座 ドライフ・エンペルスタンド】と名を変えた。その後、キャタピラーによって西方ティアンにも生存圏の柱となるモノが必要だとしてセーブポイント設定されたこの地に人々が集まり、その中に偶然存在した適性者が玉座に呼ばれてドライフ初代皇王となりドライフ皇国を建国。現在へと続いている。
ギフテッド・バルバロス
メインジョブ：【無将軍】（無人兵器指揮能力特化型超級職）
クラウディアの右腕である、ドライフ皇国軍元帥にしてバルバロス辺境伯家当主。31歳。準＜超級＞以上の戦闘力を誇る。特務兵という肩書を持つが考古学者でもあり、身分を隠して行動する際には学者のマリオと名乗る。マリオとして行動する際には、記憶の奥底に刻まれている本当の父親であるマルク・カルチェラタンの一風変わった口調を真似ている。周囲の樹木や岩を材料に無数の人形を作り出し操る神話級特典武具【無命軍眸 エデルバルサ】の所有者で、一人で軍隊を率いているのと同等のワンマン・アーミー。バルバロス辺境伯家前当主の養子であり、前当主の息子【衝神】ロナウドの遺児である幼馴染の女性と結婚して子供もいる。クラウディアの後ろ盾である辺境伯家当主であるため彼女にとって伯父にあたる立場であり、個人的な相談役も務めているので彼女が進める作戦の多くを知る。
本名はエミリオ・カルチェラタンであり、赤子の頃に皇国に奪われたカルチェラタン伯爵家夫婦の一人息子。本来は青と緑のオッドアイだったが、【無命軍眸 エデルバルサ】が左目に義眼として宿ったことで両方とも青に見えるようになっている。三十年前、まだ友好国だった頃のアルター王国使節団が親善のため皇国に向かっていた際に道中で神話級＜UBM＞【無命軍団 エデルバルサ】が出現。使節団護衛として同行していた当時の王国最強【聖焔騎】アスラン・ファルドリードと、くだらない政治ゲームで見殺しの決定を下した皇国上層部に反発して単騎で救援に駆け付けた当時の皇国最強【衝神】ロナウド・バルバロスの二人が身を張って戦い、アスランとほぼ相打ちという形でエルデバルサは討伐。この事件で使節団は壊滅したが、ロナウドが己の命を盾に守った当時赤子の彼だけがその場の唯一の生存者としてMVP選出され【無命軍眸 エデルバルサ】の所有者となってしまい、その事実を知り欲に駆られた前皇王の命で皇国に拉致されたため、表向きには死亡扱いとなっている。息子ロナウドを失った上に、赤子を親元に返す事すら出来なくなった事を嘆いたバルバロス辺境伯の願いにより養子として引き取られ、本当の子同然の愛情を注がれて育てられた。十歳頃に養父から事情の全て教えられているため、己の生い立ちを知っている。その上で、実の子同然に育ててくれた恩や恋人である幼馴染の存在があったため、王国に戻るという道を選ばず養父の今わの際に当主を引き受けた。
カルチェラタン遺跡に眠るフラグマンの遺産を巡る戦いでカルチェラタンが戦場になるのが避けられない情勢になったとき、かつての故郷への思いもあるためせめて自らの手で作戦を遂行すべく志願して事にあたった。暴走したフラグマンの遺産【アクラ・ヴァスター】との戦いの最中、実の母親であるツェルミーナ・カルチェラタンと再会し、生き別れてから三十年が経つにも関わらず一目で息子だと見抜いた彼女に、いずれ妻子を連れて会いに来ると約束した。

#### ＜マスター＞
Mr.フランクリン/フランチェスカ・ゴーティエ
声 - 松岡禎丞
メインジョブ：【大教授】（研究者系統超級職）
ドライフ皇国のクランランキング一位のクラン＜叡智の三角＞のオーナーである＜超級＞の一人。生産職であるため本人のステータスは非常に脆弱。＜エンブリオ＞はTYPE：プラントフォートレスの【魔獣工場 パンデモニウム】。通り名は“最弱最悪”。リアルではフランス人女性でありユーゴーの実の姉。性別の異なる男性アバターを作成してプレイしている。親絡みで何か問題があったようで妹とは別々に暮らしている。亡き父親との仲は険悪で互いに嫌いあっていたそうだが、死後には不本意ながら遺産分配されたため一生遊んで暮らせるほどの金を持っている。現在は日本在住でT芸大一年生。玲二と同じマンションの同じ階の隣の部屋に住むという隣人の間柄であり、当初はお互い正体を知らないまま顔を合わせていた。フランチェスカが正体に気付いていなかったのは、レイのアバターが玲二から大分変化している事、日本語がぎこちない彼女はプレイ中はフランス語で見聞きしているため、レイもフランス語を流暢に話しているように見える処理がデンドロ側でされているため。
四月最後の日曜に起こった出来事により、レイのリアルが玲二であると気づくに至り、好意を装って彼をマスター同士の戦争から排除しようと画策する。
レイがプレイを始める前に起きた王国と皇国の戦争において、当時＜超級＞ではない身ながらも、王国側の参戦者を蹂躙し、王国の王を殺害したことで王国の者から多くの恨みを買っている。世界派マスターでありこの世界は本物であると確信していながら、自分が勝つためならティアンにどんな犠牲が出ようとも構わないという負の一面を持つ。本質は小心者であり、超級たる自分の計画を何度も覆したルーキーであるレイを宿敵と定め、なりふり構わず打倒しようと準備している。そのための切り札が自ら改造したモンスター「MGD」で、挑発に簡単に乗るローガンをコケにすることで召喚悪魔「ゼロオーバー」を呼び出させ、戦闘力評価の実験体として扱った。
MGD（メカニクス・ゴッド・ディラン）
フランクリン自らの手で念入りに改造した決戦用モンスターで、【鉱竜王完全遺骸 ドラグニウム】など複数のUBMのMVP特典を素材に生み出した神話級モンスターをベースに、煌玉竜【瑠璃之蹂躙】の頭部や胴体などの主機関を組み込んであり、神話級＜UBM＞以上の力を誇る。未完成状態ながらローガンの切り札たる神話級召喚悪魔「ゼロオーバー」に圧勝した。体長100ｍ以上。ステータスはSTR・END・AGIがそれぞれ12万超え。ステータス強化スキルや主砲である【蹂躙砲】を始めとした多数の内蔵兵器を搭載。弱点であるフランクリン狙いを防ぐため、胴体には保護目的のコックピットが付けられ、更に自身では対応できない超々音速戦闘時用に制御AI「ディラン」も組み込んである。当初は対＜SUBM＞および対＜超級＞を想定していたが、現在はレイ・スターリング打倒のためと目的が変わっている。RSKの時とは逆にレイに対しては相性が悪い。
ローガン・ゴッドハルト
声 - 石川英郎
メインジョブ：【魔将軍】（超級職）
ドライフ皇国の決闘ランキングの一位である＜超級＞の一人。悪魔軍団の召喚に特化している。＜エンブリオ＞は【技巧改竄 ルンペルシュティルツヒェン】で、TYPE：アナザールール。ルンペルシュティルツヒェンは必殺スキルによってジョブスキルの説明文の数値部分を10倍化することができ、それにより【魔将軍】が生物を生贄に捧げた際に得られる召喚ポイント、ポイントで召喚できる悪魔のステータス、召喚数、召喚時間、悪魔用のバフ効果を全て10倍化することができる。町一つ分の生贄を必要とする召喚を亜竜一匹で実行できる程の効率から通り名は“矛盾数式”。リアルでは男子小学生であり、高い自尊心を持ち堪え性が無い我儘な子供。かつての王国と皇国の戦争において、リリアーナの父であった王国の騎士団長以下多くの騎士団員を殺害した。自信過剰な自己評価のもと、伝説～神話級とも言われる非常に強力な召喚悪魔に任せて戦うゴリ押しスタイルは他マスターから嫌われており、決闘においても悪役扱いされている。召喚とステータス任せのゴリ押し戦法しかしてこなかったため、レベルが遥か下のレイにさえ格闘であしらわれるほどプレイヤースキルがかなり低い。それゆえ本当の一流強者たるマスターからは二流や三流と評されていて、【獣王】には決して勝てないと本能的には悟っている。これまでは弱い者相手に無双して調子に乗っていたが、ルーキーであるレイへの敗北を皮切りに本当の強者達に敗北を続けて心がへし折られる。一時期ゲームを投げて引退しようと考えていたが、利用価値があると接近してきた【盗賊王】ゼタの導きで＜IF＞に秘密裏に参加。ゼタの指導でビルドや戦い方を一から見直し、ゼタを師匠と呼び全面的に信頼するようになる。

ベヘモット
声 - 高森奈津美
メインジョブ：【獣王】（獣戦士系統超級職）
ドライフ皇国の討伐ランキングの一位にして西方三国最強。皇王クラウディアの友人で、彼女を守る事がすべてに優先する。クラウディアとの約束で事実の一切を秘匿しているが、皇国の無人地帯に出現した＜Infinite Dendrogram＞史上初のSUBM【一騎当千 グレイテスト・ワン】を【冥王】ベネトナシュと二人で打倒し、超級武具【半騎天下 グレイテスト・トップ】を所持している。
エンブリオは【怪獣女王 レヴィアタン】（声 - 沼倉愛美）で、TYPE：メイデンwithガーディアン。MP・SP・LUC以外のステータスの合計値がプレイヤーの中で最も高いことから“物理最強”の通り名を冠している。リアルではアメリカ人少女であるらしく、人間型ではなく動物型のヤマアラシのアバターでプレイしている。かつて最強を求めるプレイヤー間で議論されたジョブビルド「ガードナー獣戦士理論」の完成形に位置しており、彼女が獣戦士の超級職【獣王】に就いた時点で同じ方法では超える事が出来なくなり、一時期全盛を誇ったこの理論は終焉を迎えた。ドライフ皇国最大戦力の＜超級＞で、かつての王国と皇国の戦争において、【大賢者】を殺害した。
マードック・マルチネス
メインジョブ：【車騎王】（超級職）
戦争後にドライフ皇国に加入した＜超級＞。軍事オタクらしく、皇王から大佐の階級をもらっている。いかなる物よりも速く頑丈な戦車を駆る。
スプレンディダ
王国と皇国の次の戦争のために招聘された＜超級＞。かつて、皇国における内乱で反クラウディア派に雇われてクラウディアの暗殺を謀ったが、ベヘモットに阻まれて失敗するもベヘモットを相手に生存し続けた生存力の高さを持つ個人生存型。後にその能力を求めて皇国に招聘された。
＜エンブリオ＞は【ティルナノーグ】。驚異的な再生能力を持ち、サブジョブとして就いている【死兵】のスキルとの組み合わせによりいかなる攻撃でアバターを粉砕するほどの攻撃を行なっても再生が可能。攻撃には毒煙のようなものを用いるが、他の＜超級＞よりは攻撃性能が低い。
イゴーロナク
王国と皇国の次の戦争のために招聘された＜超級＞。機械のパワードスーツに身を包んだ人物という外観をしている。二つ名は“不退転”。スプレンディダと同じく個人生存型だが、攻撃性能はこちらの方が高い。パワードスーツが粉砕されても中身が空っぽであり、パワードスーツが再生して再稼働し、そこから複数の人物の声が聞こえる。

### 黄河帝国

#### ティアン
蒼龍人越（ツァンロン・レンユエ）
声 - 宮本侑芽
迅羽と共に王国にやってきた黄河帝国第三皇子。十歳。その正体は黄河帝国最強の古龍人で、今代の特殊超級職【龍帝】。上位の超級マスターに匹敵するほどの戦闘力を誇っており、黄河決闘ランキングトップ。決闘の場では【字伏龍面】という面を着けて正体を隠している。エリザベートとの政略結婚のためにアルター王国を訪れたが、彼女に出会って一目惚れした。

#### ＜マスター＞
迅羽/王羽(ワンウィ)
声 - 東山奈央
メインジョブ：【尸解仙】（道士系統＋僵尸系統複合超級職）
＜黄河四霊＞に数えられる＜超級＞の一人。リアルはシンガポール在住の裕福な華僑の小学生女子。黄河帝国の決闘ランキング二位。＜エンブリオ＞は伸縮自在の義手・義足であるTYPE：アームズの【星天到達 テナガアシナガ】。身長数mのキョンシーという異様な風体だが、常識を置き去りにしているような作中の＜超級＞達の中では屈指の常識人。“応龍”“神速”“地雷”など、複数の通り名を持つ。
グレイ・α・ケンタウリ
メインジョブ：【総司令官】（指揮官系統超級職）
＜黄河四霊＞に数えられる＜超級＞の一人。黄河帝国の討伐ランキング一位。着ぐるみ宇宙人のような風体をしている。通り名は“霊亀”。＜エンブリオ＞は【未確認飛行要塞 ラピュータ】。
輝麗
メインジョブ：【舞姫】（踊子系統超級職）
＜黄河四霊＞に数えられる＜超級＞の一人。黄河帝国のクランランキング一位＜輝麗愚民軍＞のオーナー。キャラメイクにリアル時間で一ヵ月もかけて作ったアバターは、芸術品と形容できる風貌を持つ。通り名は“鳳凰”。迅羽とは仲が悪い。
名捨
メインジョブ：【武神】（素手特化型超級職）
＜黄河四霊＞に数えられる＜超級＞の一人。黄河帝国のいずれのランキングにも名を連ねることはなく、ただ修行を行っているだけの身だが、状況によっては“最強”の二つ名を持つ＜超級＞に並ぶほどの実力を持つ黄河帝国最強の＜マスター＞。通り名は“至強無冠”、“麒麟”。

### カルディナ

#### ＜マスター＞
ファトゥム
声 - 間島淳司
メインジョブ：【地神】（地属性魔法特化型超級職）
＜セフィロト＞に所属するカルディナ最強の＜超級＞。カルディナの討伐ランキング一位。＜Infinite Dendrogram＞内で最大のMPを持つ。通り名は“魔法最強”。＜エンブリオ＞はMP補正一本に特化した【無渇聖餐杯 グラール】。リアルはかつてのとある王国において優秀な王子で国を継ぐほどの能力を有していたが、その能力を恐れた父親によって国の体制を共和制に変えられたことで国を継ぐことがかなわなかった。かつてシュウ・スターリングと対戦したことがあり、その際には地形を崩壊させ神造ダンジョンを一つ潰すほどの甚大な被害を出し、管理AIが出張ってきて戦いを止められた。
カルル・ルールルー
メインジョブ：【神獣狩】（狩人系統超級職）
＜セフィロト＞に所属する＜超級＞の一人。通り名は“万丈無敵”。＜エンブリオ＞は【不壊不朽 ネメアレオン】。着ぐるみを着用している数少ないマスターの一人（白熊）。ネメアレオンによって装備品を不壊化することができ、それによって着ぐるみは一分の隙もない最硬の装備と化し、通常は1度の効果発動で砕ける【救命のブローチ】（即死回避）【健常のカメオ】（状態異常無効）【防犯のブレスレット】（盗難スキル無効）を何回も使い回して超耐久を誇る。１週間もの継続戦闘が可能な【神獣狩】とのビルドによる長期戦を得意とする。マグマの中で戦闘を続行したり、魔法の集中砲火を受けても生き延びたという驚異的な耐久性を示す逸話を持つ。Web版にさきがけて書籍17巻の運営イベントに登場して猛威を振るう。ブローチ非着用であったが最後まで登場キャラの誰にも耐久を正面突破されなかった。
AR・I・CA
メインジョブ：【撃墜王】（操縦士系統超級職）
＜セフィロト＞に所属する＜超級＞の一人。通り名は“蒼穹歌姫”。かつてはドライフの＜叡智の三角＞に所属し、フランクリンの親友だったが、何らかの理由で出奔した後にカルディナで＜超級＞となった。フランクリン謹製の空を飛翔するマジンギア【MGFX-001 ブルーオペラ】の使い手。＜エンブリオ＞は義眼型で数秒先の危機を演算して表示するTYPE：ワールド・カリキュレーターの【超越演算機 カサンドラ】。偶然ユーゴーと出会って彼女を弟子にした。
マニゴルド
メインジョブ：【放蕩王】（道楽者系統超級職）
＜セフィロト＞に所属する＜超級＞の一人。自他共に認める俗物で、AR・I・CAとは同族嫌悪し合っている。広域殲滅型。本人は自らの戦闘力を＜セフィロト＞において下から数えた方が早いと自称するが、実情としては攻撃性能、防御性能共に上から数えた方が早く高い戦闘能力を持つ。＜エンブリオ＞は自分のダメージを金銭に変換するTYPE：アナザールールの【金城鉄壁 ジパング】。更に【放蕩王】のスキルで金銭を捧げるだけ高威力になる光弾砲撃を放つ。
グランドマスター
メインジョブ：【戯王】（超級職）
＜セフィロト＞に所属する＜超級＞の一人。通り名は“盤面無敗”。＜セフィロト＞の＜超級＞では高齢にある。特殊広域制圧型。
RAN
メインジョブ：【闘神】（超級職）
＜セフィロト＞に所属する＜超級＞の一人。＜セフィロト＞の＜超級＞ではグランドマスターに並ぶ高齢。カルディナの決闘ランキング一位。対人戦闘に特化した個人戦闘型。
イリョウ夢路
メインジョブ：【神刀医】（医師系統超級職）
＜セフィロト＞に所属する＜超級＞の一人。個人戦闘型。
イヴ・セレーネ
メインジョブ：【砲神】（超級職）
＜セフィロト＞に所属する＜超級＞の一人。広域殲滅型。＜エンブリオ＞は＜超級エンブリオ＞において史上最長の射程を持つ【アルテミス】。

### グランバロア

#### ＜マスター＞
醤油抗菌
メインジョブ：【大提督】（船員系統提督派生超級職）
グランバロア討伐ランキング一位にして＜グランバロア七大エンブリオ＞の一人に数えられる＜超級＞。陸戦も可能だが、特に海上戦において屈指のマスターで、後述のエンブリオで敵対者を爆弾に変えて敵対クランを壊滅させた逸話から“人間爆弾”の通り名を持ち“四海最強”と呼ばれることもある。＜エンブリオ＞は人間の体液を含むあらゆる液体を爆薬に変える【大炎醸 アブラスマシ】。正体隠しのため、ウーパールーパーの着ぐるみを使用している。
モード・エドワーズ
＜グランバロア七大エンブリオ＞の一人に数えられる＜超級＞。陸戦が可能。絶対追尾能力の＜エンブリオ＞を放つ。
スカラ・エドワーズ
＜グランバロア七大エンブリオ＞の一人に数えられる＜超級＞。陸戦が可能。超々音速飛翔の＜エンブリオ＞を駆る。
ミロスラーヴァ・スワンプマン
＜グランバロア七大エンブリオ＞の一人に数えられる＜超級＞。陸戦が可能。水陸両用巨大戦闘兵器の＜エンブリオ＞を駆る。

### 天地

#### ＜マスター＞
無量大数沙希
メインジョブ：【斬神】（斬撃特化型超級職）
天地討伐ランキング一位の＜超級＞。天地の四大大名の一つである北玄院家が抱える最大戦力、北玄院家四天王の一人として数えられている。通り名は“断界”。現在は天地を出奔して、中央大陸へとイカダで向かっている。マリーの修行仲間。
ビッグマン
メインジョブ：【山賊王】（山賊系統超級職）
天地討伐ランキング二位の＜超級＞。沙希と同じく、北玄院家四天王の一人。通り名は“ヤマギリ”。＜エンブリオ＞は【ブロッケン】。
プローブ・USA・ワン
メインジョブ：【鞭神】（鞭特化型超級職）
北玄院家四天王に数えられる準＜超級＞で、討伐と決闘の二つのランキングに名を連ねるダブルランカー。通り名は“解体機”。
イーシタン
メインジョブ：【陰陽博士】(陰陽師系統超級職)
北玄院家四天王に数えられる準＜超級＞で、討伐と決闘の二つのランキングに名を連ねるダブルランカー。通り名は“軍隊蟻”。
華牙重兵衛

天地決闘ランキング四位。通り名は"重ね阿修羅"(メインジョブとエンブリオの名前がどちらも阿修羅のため)
ジョブスキルの効果で装備スロットを増やし、いくつもの武器を同時に使う。昔椋鳥兄弟に助けてもらった。
レイ・スターリングのファン。　
ヴィンターバウム／冬月アレックス
礼二の大学の同級生。天地では北玄院家に所属している。＜エンブリオ＞は【ホルス】。
ザウエル・ウルガウル
メインジョブ：【銃神】（銃特化型級職）
天地の＜超級＞の一人。通り名は“射撃否定”。玲二の高校生時代の部活の先輩で、FPSゲームの名手。
二重鉢轟
天地の＜超級＞の一人。着ぐるみを着用している数少ない＜マスター＞の一人。
“技巧最強”
天地決闘ランキング一位である＜超級＞の通り名。個人戦闘型・広域制圧型・広域殲滅型のトリプルハイブリッド。なんらかの伝承の技術を持つ武術家で、後継者に引き継ぐまで技の精度を落とさないためにデンドロをプレイしている。他の“最強”と比較するとエンブリオ・ステータスともに普通だが、規格外のリアルスキルにより初見殺し以外のあらゆる行動が通用しないらしい。
写楽花道
メインジョブ:【千両役者】（役者系統超級職）
天地クランランキング一位のクラン＜写楽一座＞のオーナーである＜超級＞。
アルト／夏目高音
メインジョブ:【抜忍】（忍者系統上級職）　　　　　　　　　　　　　　　　　　　　　　　　　　　　　　　　　　　　　　
礼二の大学の同級生。いつどんな時もあやとりをしていて他人に勧めたがる。天地の四大大名の一つ、東青殿家に属している。＜エンブリオ＞は【ゴルディアン・ノット】
？？？／秋山昴
礼二の大学の同級生。普段からとある家でメイドとして働きながら、メイド服のまま大学に通っている。天地では四大大名のいずれにも属していない。
？？？／春日井竜
礼二の大学の同級生。天地の四大大名の一つ、南朱門家に属している。

### レジェンダリア

#### ＜マスター＞
バルク・ボルカン
メインジョブ：【超力士】（力士系統超級職）
レジェンダリアの＜超級＞の一人。決闘ランキングの一位。本人自身の性格に変態性は無いが、＜エンブリオ＞の能力で敵の装備を全て強制解除するため、変態だと言われている。
LS・エルゴ・スム
メインジョブ：【呪術王】（呪術師系統超級職）
レジェンダリアの＜超級＞の一人。クランランキングの一位、＜YLNT倶楽部＞のオーナー。＜エンブリオ＞は自他の年齢を操作する【順逆自在 ネバーランド】。広域制圧型。
重度のロリコンで、幼児愛の奇行と幼児に化けてそこかしこに忍び込む奇行によりレジェンダリアが変態の国と言われる原因の多くを占めるが、これでもレジェンダリアの＜マスター＞の中では一番秩序を維持する側である良心的な＜マスター＞。13歳未満しか受け入れられず、平均年齢が13歳以上の空気は瘴気と同じと、ロリショタの周囲の空気を50ダース（600個）も酸素ボンベに詰めてレジェンダリアから持ってきている。アバターネームの由来は我思う、ゆえに我ありをもじったもの。
マイア・ソウティス
メインジョブ：【忘却王】（超級職）
レジェンダリアの＜超級＞の一人。＜エンブリオ＞によって相手を一番嫌いなものに変身させ、死後に頭だけ元に戻る。きな臭い人物でレジェンダリア議会の一派と密接に関わっており、前首相の暗殺疑惑があるが有耶無耶にされている。
天空院翼神子／星空暦
メインジョブ：【召喚姫】（召喚師系統超級職）
レジェンダリアに所属する準＜超級＞の中で最強の＜マスター＞。三つのランキングに入っているトリプルランカー。玲二の高校生時代の部活の部長。椋鳥姉の同類と扱われ何らかの謎を抱える「星空家」の姉妹の片割れであり、椋鳥姉がデンドロにはログイン不可である事を予測していた模様。

#### ＜デザイア＞
レジェンダリア内で指名手配を受けた＜超級＞6人による罪人同盟。共同の方針に進む＜IF＞とは違い、あくまで相互不干渉だけがルールの協定に過ぎない。全員が自分の領地と趣味にしか興味が無いため、＜IF＞への勧誘を拒絶している。
ZZZ
メインジョブ：【怠惰魔王】（無系統超級職）
＜デザイア＞の一人。通り名は“睡眠欲”。広域制圧型。レジェンダリア内の指名手配犯の中でも極めて穏当な人物。着ぐるみを使用している数少ない＜マスター＞の一人。＜エンブリオ＞はTYPE：ワールド・ラビリンスの【遊迷夢実 ドリームランド】。リアルでは事故による脳障害で寝ることができなくなり、3倍時間による睡眠のためプレイしている。レジェンダリア北端の＜スロウス・ヴィレッジ＞を拠点として寝ており、原住民の羊毛種族に世話してもらうかわりに【怠惰魔王】のスキルで作った配下の【スラル】による防衛や農作業を負担している。戦闘時にはドリームランドのオーラを纏わせた【スラル】を相手にけしかけ、触れた相手を眠らせて意思を夢空間に連れ去る。夢空間では意思のない大半の装備品は機能しなくなって無防備になり、そこにに上位【スラル】を送り込み抹殺し、相手は現実でも死亡する。
ディス・サティスファクタリィ
メインジョブ：【暴食魔王】（無系統超級職）
＜デザイア＞の一人。通り名は“食欲”。
ジー
メインジョブ：【嫉妬魔王】（無系統超級職）
＜デザイア＞の一人。通り名は“貪欲”“ボトムレス”。【魔王】シリーズに就いてる者の中で一番魔王らしい格好をしている。アルター王国に所属するエフの妹。無所属クラン＜アンダーグラウンド・サンクチュアリ＞のオーナー。典型的な遊戯派であり、レジェンダリアへの敵対行為をヒールプレイとしてクランメンバーと共に積極的に行い、動画配信を行っている。
ブラッド・O
メインジョブ：【鮮血帝】（吸血鬼系統超級職）
＜デザイア＞の一人にして発起人。通り名は“性欲”。個人戦闘＆個人生存型。良識ある人物だが、ティアンの吸血鬼の復権を望まないレジェンダリアによって不当に指名手配された。＜エンブリオ＞はTYPE：ガーディアン・アームズの【戦血臨理　ナイアルラトホテップ】。五色の血液置換のエンブリオであり、それぞれの色の血液を体に纏い特定のステータスに特化した肉体を形成する。
ISBN
メインジョブ：【蔵書王】
＜デザイア＞の一人。通り名は“知識欲”。知識の為には国と敵対することすら厭わないビブリオマニアで、多くの情報を握っている。＜エンブリオ＞は図書館型のTYPE：カリキュレーター・ラビリンス【蒐業智　セラエノ】であり、ティアンの頭を潰し、脳や血液をインクとしてその人生を本に書き出す。ジーとはゲーム仲間。
“象徴”
＜デザイア＞の一人。通り名は“無欲”。民間の宗教組織＜求誓教団＞のトップらしいが、全身を高度な隠蔽装備で隠して一言も喋らず、付き添いの『シーツお化け』が代わりに喋る。そのため正体はおろかそもそも＜マスター＞なのかティアンなのかも不明。

### “監獄”
ゼクス・ヴュルフェル
メインジョブ：【犯罪王】（無系統超級職）/【聖女】（特殊超級職）
＜IF(イリーガル・フロンティア)＞のオーナーである＜超級＞。リアルはとある名家の嫡男が生まれた際に“予備”として作られた臓器移植用のクローンで、その後オリジナルが事故か何かで臓器提供する間もなく死去したため、嫡男として教育され中。レイが＜Infinite Dendrogram＞を始めた時点では、“監獄”に収監されて＜ダイス＞という喫茶店を開いている。【犯罪王】の奥義により、合計レベルの値が非常に高い。シュウと因縁を持っている。チェシャの“自由”を受け取った＜マスター＞の一人。＜エンブリオ＞はその身を変幻自在なスライムへと変え、頚部切断や心臓の破壊も意に介さない能力を持つTYPE：ボディの【始源万変 ヌン】。
ガーベラ
＜IF＞の所属者である＜超級＞。王国で起こした事件の末に敗れて、“監獄”に収監された。何者からも認識されない強力な＜エンブリオ＞でありながら、自分を誤魔化し続けてた在り様だったために敗れたが、“監獄”収容後、ゼクスによってジョブ構成や性格諸々を矯正された。＜エンブリオ＞はTYPE：ワールド・ガーディアンの【唯我六尊 アルハザード】。
アプリル
＜ダイス＞の店員である機械仕掛けのウェイトレス人形。その正体は先々期文明においてフラグマンが作り出した傑作である煌玉人の一体、【金剛石之抹殺者(ダイヤモンド・スレイヤー)】。
キャンディ・カーネイジ
メインジョブ：【疫病王】（病術師系統超級職）
“監獄”に収監された＜超級＞の1人。女装少年。ティアン最多殺傷者で、小国を丸ごと壊滅させ数十万人単位のティアンを虐殺したことから“国絶やし(リージョン・ロスト)”の通り名で呼ばれる。この時に当代の特殊超級職【勇者】も殺害され、現在空位となっている。レイが＜Infinite Dendrogram＞を始めた時点では、“超級殺し”のマリーに倒され、“監獄”に飼われている＜UBM＞【細菌兵器】を攻略中であった。攻略後はゼクス、ガーベラと共に脱獄に乗り出す。＜エンブリオ＞はTYPE：レギオン・ウェポン・カリキュレーター【悪性神威 レシェフ】。その数多の凶行の理由は彼の抱える狂気から来ており、現実でも同じ力があったら人間を虐殺出来るのにと本気で考えている狂人。
フウタ
“監獄”に収監された＜超級＞の1人。ゼクスから持ちかけられた脱獄の計画を拒絶している。いかなるジョブにも就くこともないレベル0の＜超級＞。このゲームの真実に対して何らかの情報を持っているようで、己の＜エンブリオ＞すらも含めた＜Infinite Dendrogram＞にまつわる全てを憎んで破壊しようと望み続けている。＜エンブリオ＞はTYPE：アポストルの【終焉侵食 アポカリプス】。

### ＜IF(イリーガル・フロンティア)＞
指名手配された＜超級＞のみで結成されたクラン。レイが＜Infinite Dendrogram＞を開始する前にオーナーのゼクスが、開始してからしばらく経ったあとにメンバーの1人であるガーベラが監獄に収監された。
ラスカル・ブラックオニキス
メインジョブ：【器神】(兵器運用特化型超級職)
＜IF＞に所属する＜超級＞の1人。広域殲滅型。＜IF＞サブオーナーの一人だが、ゼクスが“監獄”に収容されている間は一時的にオーナーを代行している。
＜エンブリオ＞はTYPE：アドバンス・カリキュレーターの【無尽連結 デウス・エクス・マキナ】。歯車型のエンブリオで，機械の収納と規格をを無視して機械同士を連結させる能力を持つ。
マキナ
ラスカルがとある遺跡で手に入れた煌玉人。正体は一号機の【瑪瑙之設計者(アゲート・デザイナー)】。DEX特化型であり、アイテム作成や機体操縦、狙撃・銃撃能力などにも秀でる。初代フラグマンの開発助手も務めており、最も完成度と有用性の高い煌玉人と評される。過去に何らかの理由で壊れ、【水晶之調律者(クリスタル・チューナー)】に左腕の改変兵装《アストラル・マニピュレーター》を奪われた上ら右目と額の超小型コアも破損している。そのため左腕は義手、右目とエネルギーはラスカルのエンブリオで補われている状態。
ラスカルが持ち主となった後メイド服を着て、普段は【テトラ・グラマトン】の制御を行っている。ポンコツでありラスカルの資材を勝手に使ってアイテムを作成している。
ゼタ
メインジョブ：【盗賊王】(盗賊系統大盗賊派生超級職)
＜IF＞に所属する＜超級＞の1人。個人戦闘型・広域制圧型・広域殲滅型のトリプルハイブリッド。＜IF＞サブオーナー。
理由は不明だが全身を包帯で巻いて隠しており、ミイラのような風貌をしている。包帯の下はかなり整った顔の美少女である模様。＜エンブリオ＞は大気操作の能力を有する【気哭啾啾 ウラノス】。
エミリー・キリングストン
メインジョブ：【殺人姫】(無系統超級職)
＜IF＞に所属する＜超級＞の1人。通常時は個人戦闘型だが、必殺スキル使用時は広域殲滅型となる。リアルは精神病院で入院中のラスカルの死んだ親友の妹。個人でのティアン、＜マスター＞問わず殺害した数がトップクラスであるため全世界的に指名手配を受けた。普段は舌足らずの無垢そうな子供であるが、少しでも悪感情を得ると自動殺傷モードに切り替わり敵意を持つと判断したものを無差別に殺傷する。＜エンブリオ＞はTYPE：アームズの【魂食双斧 ヨナルデパズトリ】で、殺害した対象のリソースを吸収・貯蔵し自身の蘇生に利用でき、ほぼ無尽蔵の蘇生が可能。
ラ・クリマ
メインジョブ：【魂売】(奴隷商系統超級職)
＜IF＞に所属する＜超級＞の1人。ティアンに対する人体改造、人身売買を多数行ったため、指名手配を受けた。広域制圧型。＜エンブリオ＞TYPE：アドバンス・レギオンの【真像改竄 イデア】。寄生虫型で、寄生する対象を“乗騎”と見なしラ・クリマの思い通りの改造ができる。

### 無所属
エルドリッジ/レオン・フィラデルフィア
声 - 近藤隆
メインジョブ：【強奪王】(強盗系統超級職)
かつてアルター王国で活動していた野盗クラン＜ゴブリンストリート＞のオーナー。リアルはアメリカ合衆国の銀行の頭取の御曹司で現在は銀行員。レイレイによって、彼がいない時に他のクランメンバーが壊滅させられたことを皮切りに、他の国に行っても立て続けに相性の悪い＜超級＞に遭遇し続けている。＜エンブリオ＞はTYPE：アームズ系列【奮骨砕刃 スケルトン】。
ベネトナシュ
メインジョブ：【冥王】（死霊術師系統高位霊術師派生超級職）
国家に所属していないフリーの＜超級＞の一人。かつて一時的に＜叡智の三角＞に滞在してフランクリンの研究に協力した後に去っている。チェシャの“自由”を受け取った＜マスター＞の一人。＜エンブリオ＞はメイデンwithキャッスル・ルールの【冥導霊后 ペルセポネ】 。
ベルドルベル/オットー・エンゼルバーグ
声 - 速水奨
メインジョブ：【奏楽王】（指揮者系統超級職）
かつて＜叡智の三角＞に所属していた準＜超級＞。68歳。広域殲滅型。リアルでは世界的に有名な作曲家で、 騎士や神話の時代に活躍した「本物の英雄」というものを知らないがために作りたい曲がどうしても作れずいたが、＜Infinite Dendrogram＞でならそれを見つけられるかもしれないとプレイを始めた。＜エンブリオ＞は第六形態に至ったTYPE：レギオンの【四獣奏 ブレーメン】。先の王国との戦争後に＜叡智の三角＞に加わっている。非戦闘系の超級職でありながらも＜マスター＞のジョブとトップクラスのシナジーを誇る＜エンブリオ＞によってその戦闘力は戦闘系最上位クラス。クラン最強戦力としてギデオンでのテロに参加して猛威を振るったが、そこで出会ったマリーとの戦いで敗北。事件前半で退場したため、かの戦いでの「英雄の活躍」を見逃してしまった。
事件後はクランを脱退して無所属になり各地を巡る旅に出る。そうしてカルチェラタン伯爵領で街の人々や孤児院の子供たち相手に演奏して過ごしていたが、そこで勃発した戦いで街を蹂躙する【魔将軍】ローガン・ゴッドバルトから孤児院を守るため激突。プレイヤースキルの無いローガン相手に途中までは優位に戦いを進めていたが、孤児院の子供を肉の盾にするという卑劣極まる戦法の前に敗北。しかしデスペナになる前の最後の一撃で【救命のブローチ】を砕き、直後駆け付けたレイ・スターリングの勝利への道筋を作った。デスペナとなり消え行く中で、ローガンという悪の前に立ちはだかるレイの背中に生涯の念願だった「本物の英雄」に限りなく近い姿を見出すことができた。

### 管理AI
0号
＜Infinite Dendrogram＞の管理AI 0号。無限担当。最古参の存在。かつてデンドロの世界に侵略してきた異大陸船や＜無限エンブリオ＞本体の管理を行っている。エンブリオとしての詳細や活動に用いているアバター名は未だ不明（ただ「全体を管理」していることから、アバターはルイス・キャロルなのではないかとの推測が読者からされている）。管理AIが＜無限エンブリオ＞として本体を使用する際はこの0号に申請しなければならないルールだが、かといって管理AIのリーダーというわけでもない模様。
アリス
＜Infinite Dendrogram＞の管理AI 1号。アバター担当。マスターのものや管理AIがマスターに扮して振る舞うための分身を含めたアバター全般を作成し管理している。ティアンには冷たい。アバターの行動に強制的に介入する権限も有している模様。デンドロ内で活動する際のアバターは、＜DIN＞の企画部に所属する女性社員アリスン。エンブリオとしては【無限生誕】という部分のみ判明しておりTYPEや名称などは不明。かつて先々期文明では戦いで死んだ英雄を即座に複製してその軍勢で猛威を振るう「冒涜の化身」と呼称された。
ハンプティダンプティ
＜Infinite Dendrogram＞の管理AI 2号。＜エンブリオ＞担当。卵の殻にも形容できる薄い膜に覆われた少女の姿をしている。シュウに執着している。目的のために手段を選ばないため、平気でティアンを巻き込む。エンブリオとしてはTYPE：インフィニット・ボディという部分のみ判明しており、名称などはまだ不明。ジャバウォック、バンダースナッチと並ぶ最強の力を誇るエンブリオで、一対一で勝てる管理AIは存在しない模様。かつて先々期文明ではありとあらゆる能力を振るう「万死の化身」と呼称された。【破壊王】シュウ・スターリングのことを気に入っている模様。
クイーン
＜Infinite Dendrogram＞の管理AI 3号。モンスター担当。ジャバウォックに対し強い承認欲求を持つ。エンブリオとしての詳細は不明。かつて先々期文明ではありとあらゆる物を塵に返す「天秤の化身」と呼称された。
ジャバウォック
声 - 置鮎龍太郎
＜Infinite Dendrogram＞の管理AI 4号。＜UBM＞担当。アバターはアリスに頼らない自作のものであり、人間のシルエットを帯びた悪魔のような姿をしている。自ら作り出すUBMのデザインや、偶発的に発生したモンスター特殊個体のUBM認定、特典武具の管理といった作業をメインに行う。エンブリオとしては【無限進化 エヴォリューション】のみ判明している。かつて先々期文明では戦う度に進化を続けて強大になっていく「進化の化身」と呼称された。
キャタピラー
＜Infinite Dendrogram＞の管理AI 5号。自然環境担当。広域殲滅型の＜超級＞達による環境破壊に毎回悩まされている。エンブリオとしては【無限流転】という部分のみ判明しておりTYPEや名称などは不明。かつて先々期文明では病気をも含むありとあらゆる自然現象を起こす「自然の化身」と呼称された。
レドキング
＜Infinite Dendrogram＞の管理AI 6号。＜監獄＞担当。エンブリオとしてはTYPE：インフィニット・アポストル【無限空間 マクロコスモス】。かつて先々期文明ではありとあらゆる物を逃がさない「鳥籠の化身」と呼称された。
ダッチェス
声 - 春日望
＜Infinite Dendrogram＞の管理AI 7号。グラフィック担当。管理AIの中でも特に仕事が多い。エンブリオとしてはTYPE：インフィニット・ラビリンス【無限幻想 フーディエモン】。かつて先々期文明ではありとあらゆる物から現実を奪う「夢遊の化身」と呼称された。
ドーマウス
＜Infinite Dendrogram＞の管理AI 8号。危険物担当。現在はアルター王国でテレジアを常に警護している。病弱な身であるテレジアと、病弱な少女であったかつての己の＜マスター＞を重ねて見ている。エンブリオとしてはTYPE：インフィニット・フォートレス【無限変換 シュヴァルツァートート】。かつて先々期文明ではありとあらゆるエネルギーを奪う「黒渦の化身」と呼称された。
マッドハッター
＜Infinite Dendrogram＞の管理AI 9号。アイテム担当。奇抜な色彩の紳士服を纏った男性。雑な仕事で他の管理AIを困らせる。エンブリオとしての詳細は不明。かつて先々期文明では伝説の武器を使い捨てるように幾万と放つ「武装の化身」と呼称された。
バンダースナッチ
＜Infinite Dendrogram＞の管理AI 10号。セキュリティ担当。他の管理AIとは違って、アバターを持つことはなく純粋に素の姿であるドラム缶のまま。純粋な機械で目的を実行するということ以外の思考はないため、他の管理AIからは嫌われている最も巨大で強大な狂犬。敵対者を見つければ容赦無く、轢き潰す。エンブリオとしては【無限軌道 ジャガーノート】であることのみ判明している。純粋な戦闘能力としてはジャバウォック、ハンプティダンプティに並ぶトップクラスの戦闘力を持つ。先々期文明からは大陸をも轢き潰す「石臼の化身」と呼称された。
トゥイードルディー&トゥイードルダム
＜Infinite Dendrogram＞の管理AI 11号。クエスト、イベント担当。デンドロ内で活動する際のアバターは＜DIN＞社の双子社長。アバター名はまだ不明。エンブリオとしてはTYPE：インフィニット・カリキュレーターであること以外は不明。かつて先々期文明では「左右の化身」と呼称された。
ラビット
＜Infinite Dendrogram＞の管理AI 12号。時間担当。＜Infinite Dendrogram＞のサービス開始まで、このゲーム世界の文明を要求レベルまで進めるべく時間加速をかなりの比率で行なっていたために周囲の状況を把握できず、サービス開始時に時間加速を緩めたことで己の意思で世界を見回り始めた。エンブリオとしてはTYPE：インフィニット・ワールド【無限時間 クロノス・カイロス・アイオーン】。かつて先々期文明では「秒針の化身」と呼称された。デンドロ内で活動する際のアバターは【兎神】クロノ・クラウンで、皇国所属の有名PKとして知られている。
チェシャ
声 - 井澤詩織
＜Infinite Dendrogram＞の管理AI 13号。現在は雑用担当。衣服を来た二足歩行する猫の姿をしている。レイのチュートリアルを担当した。己の語る“自由”を受け取ったレイとベネトナシュとゼクスのことを気にかけている。最も人間味が強い。エンブリオとしてはTYPE：インフィニット・レギオン【無限増殖 グリマルキン】であり、先々期文明のツヴァイアー皇国を滅ぼした存在。「獣の化身」と呼称される。故国を直接滅ぼされたフラグマンにとっては管理AIの中で最も憎い存在。デンドロ内で活動する際のアバターは、王国決闘ランキング三位の【猫神】トム・キャット。

### ＜Infinite Dendrogram＞発売以前
フラグマン(初代)
メインジョブ：【大賢者】
レイが手に入れた煌玉馬の製作者である2000年以上前の技術者。かつてツヴァイアー皇国に所属し、先々期文明の発展に大きく寄与した存在。現代まで残る遺産の多くを開発・製造している。「化身」を滅ぼすことに生涯を費やし、現代にも多くの芽を残している。中でも故国を滅ぼし友だった王を殺した「獣の化身」を特に憎んでいる。
メインジョブである【大賢者】のスキルを改造して彼自身の記録を残しており、彼の後継者達となった歴代の【大賢者】にしてフラグマンが「化身」を滅ぼす使命を引き継いでいる。だが、後継者達にも意図的に隠匿した事項も存在している。
ロクフェル・アドラスター
メインジョブ：【覇王】(超級職)
600年前の三強時代において、黄龍人外、シュレディンガー・キャットと争っていた最強のティアン。戦闘方面に偏ったハイエンドであり、その力は通常攻撃で超級職の最終奥義級の破壊を軽々と起こし、現在の＜超級＞最上位すら上回るほど。当時の【地神】、【海神】、【天神】によって、“乗り物”にしていた＜イレギュラー＞の＜UBM＞ごと封印されたため、現在もなお存命。
黄龍人外（ファンロン・レンユエ）
メインジョブ：【龍帝】(特殊超級職)
600年前の三強時代においての先々代の【龍帝】であったティアン。【龍帝】の特殊性と彼自身の才能によって、ロクフェルにも並ぶほどの実力を持っていた。歴代の【龍帝】では彼のみが多用途な術を行使するという規格外なことを実行でき、＜UBM＞を封印した球である黄河帝国の国宝、宝物獣の珠すらも作り出した。

### 現実
ルイス・キャロル
表向き＜Infinite Dendrogram＞の開発を行ったとされる人物。現在は運営として「全体の管理」や「現実での交渉」がメイン活動である模様。謎の多い人物。椋鳥修一はルイス・キャロルなる人物は現実側には存在せず、＜Infinite Dendrogram＞側からこちらに通信しているのだろうと考えていたが、椋鳥家の姉によって現実側に存在して活動していることが判明した。
椋鳥家の姉
玲二と修一の姉。椋鳥三姉弟の力担当。30歳。下の名は現時点では不明。一家の中で一番破天荒で、かつ人間の定義からかけ離れている。容姿は30歳にも関わらず玲二より下に見え、その身体能力は美術以外は万能の天才である修一をしてどうにもできない化け物レベル。＜Infinite Dendrogram＞のアバターでなら可能だろう超人的な動きを現実でやってのけるという埒外の存在。かつて彼女にいろいろと付き合わされた玲二は多くのトラウマを刻み付けられている。今は傭兵業をやっているらしい。パラシュート無しで高空から落下してジャングルに落着したとはいえ生き延びる、ビルを素手でへし折るなど、弟から住んでる世界が違うと言われるような経歴を重ねている。
エンブリオが適合しない特異体質のため＜Infinite Dendrogram＞はプレイできない。一度はプレイしようとしたが、ログイン時にバンダースナッチから「人間やそれに近しいモノならばともかく汝では基準を満たさない」と宣告されログインを拒否された。その後ルイス・キャロルに突撃して＜Infinite Dendrogram＞の色々な事を聞き出し、逆にあちらからは「触れてくれるな」と交渉された。このことで傍観者となる事を決めるが、直接関わる弟達の事を心配してもいる。作中で色々と隠し要素を抱えているらしい星空家や＜交易商＞と呼ばれる謎の存在とも付き合いがある模様。修一によればこれらは姉と同類であり、「ジャンル違い」「もしもこの世界が創作物ならば同じ作者の別作品のような存在」と感じている模様。

## 用語
＜Infinite Dendrogram＞
西暦2043年7月15日にリリースされたダイブ型VRMMO。これまでにリアルさを謳いながらもあまりに現実との差異が大きく全てが失敗作に終わってきた従来VRMMOとは異なり、本物と見紛うグラフィックや五感の完全再現、現実の環境に左右されない完全ダイブなど諸機能がありえない高水準に達しており、内部世界は現実と遜色がない。ただし内部時間は現実世界の3倍へと加速されている。プレイヤーのパーソナルに応じて独自の進化をしていく＜エンブリオ＞、千を超えるジョブの組み合わせによって無限の可能性を有することもあり人気を博している。
表向きゲームとして発売されているが、リアリティ、モデリング、生命などあらゆる面がゲームの域を超越していて、ゲームを髣髴とさせるシステムさえなければとてもゲームには見えない。この作品中世界の地球の科学力の最先端を飛び越えすぎているオーバーテクノロジーの塊であり、Mr.フランクリン曰く「ここをただのゲームだと思っている奴は阿呆か説明を真に受ける子供」と言わしめる。運営や開発者は表向きルイス・キャロルという人物になっているが、実際はゲームを開発したのは管理AIであり、ルイス・キャロルは「全体の管理」や「現実での交渉」がメイン。
男性マスターが女性ティアンと婚姻。子種が一個の生命となって母体に定着するまでログアウトを行わなければ、その後マスターがログアウトしようと関係なく二人の赤ん坊が生まれてきた事例まで存在（長期間のログインが必要なため、完全介護状態を維持できる環境などで生理現象の問題をクリアする必要あり）。一部の者達はこの世界は本物の異世界である可能性が濃厚と考えており、宇宙人のような存在の介入で現実世界側の人間はアバターを介して異世界に干渉しているのではないかとの疑惑がある。管理AIによると終焉と呼ばれる世界の終わりが迫っている模様。
＜マスター＞
＜Infinite Dendrogram＞におけるプレイヤー達を指す。＜エンブリオ＞を移植されている。＜マスター＞の証として手の甲に＜エンブリオ＞の紋章が刻まれており、それが一種の身分証明書となっている。＜Infinite Dendrogram＞内で死亡した場合、現実時間で24時間(内部時間で3日間)ログインできないデスペナルティとなる。
トッププレイヤーなどを分ける基準としては後述の＜エンブリオ＞の形態で区分される。アバターは特殊超級職を除く後述のジョブに対して全ての適性を有する。
＜Infinite Dendrogram＞をただのゲームだと信じているorゲームだと割り切ってプレイしている者は“遊戯派”とされ、逆にゲームとは思わず本物の異世界のように感じている者は“世界派”と大まかに分けられているが、実際はもう少し混沌としており、世界派寄りの遊戯派がいれば遊戯派寄りの世界派もいる。
全てのマスターのエンブリオが無限に至る可能性（可能性の大小は別）を持つため、引退して居なくならない限りは成長できる仕組みが整えられている。
ティアン
＜Infinite Dendrogram＞におけるNPC。高度なAIにより思考や行動が人間と遜色なく、紋章以外でマスターとNPCは見分けられないとされるが、実態はこの世界の原住民。＜マスター＞と異なり、一度死ねば蘇ることはなく遺体も残る。システム的にはジョブに就くことができる人間範疇生物を指す。吸血鬼や獣人、妖精、巨人なども含むが、ジョブに就かなければ能力的差異は小さく、戦闘力はジョブに依存する。その在り方のために、ティアンでは体が大きいだけの巨人が妖精によって絶滅寸前に追い込まれていたりする。才能によって就くことができるジョブに制限がある。
＜エンブリオ＞
＜マスター＞が持つ固有の力という触れ込みでゲーム開始時に管理AIから与えられるが、世界の真実を知るフラグマンからは劣化化身と呼ばれている存在。
初ログイン時に＜マスター＞の手に移植された段階で卵状の宝石の姿をした第0形態から孵化するまでは＜マスター＞のパーソナルを解析し続け、完了後に孵化する。＜マスター＞のパーソナルに応じて能力は千差万別に変わる。孵化後は＜マスター＞の経験に応じて、進化をし続ける。現段階では第0形態から第七形態までが確認されている。進化をしていけば、カテゴリー名が変わるあるいは他のカテゴリーを含む複合カテゴリーになる場合もある。
第七形態は＜超級エンブリオ＞とされ、これに到達した＜マスター＞は＜超級(スペリオル)＞と呼ばれ、現段階では100人にも満たない。第六形態までは順当な経験を積むことで進化していくが、第七形態への進化はメイデンとアポストルがのみが未だに有する■■L機能という例外を除けば、それぞれの＜エンブリオ＞ごとに異なる何らかの感情を出すことが進化のトリガーとなる。マスターからはここが終着点と思われているが、この世界を統べる管理AI達は更に上の無限へと至らせるのを最終目標と定めている。
適合の基準があるらしく、適合する存在としては基本的に地球人及び突然変異の情報生命体のアルベルト、逆に適合しないのはティアンや椋鳥兄弟の姉。
＜エンブリオ＞の名称は地球における神話や伝説、童話などの伝承からとられており、性格・嗜好・能力などが名前に影響される模様。
ジョブ
＜マスター＞、ティアン問わず＜Infinite Dendrogram＞の世界で就く職業。ジョブごとにレベルに上限がある。就くジョブによっては種族が変更され、アンデッドや鬼に変更される場合もある。全ての＜マスター＞はレベル上限50の下級職を6つ、レベル上限100の上級職2つによる合計500レベルが基本的な上限。習得したジョブのスキルはジョブ系統が同じ限りは使用可能なものと汎用的に使用可能なものとある。ティアンも＜マスター＞も問わず、超級職(スペリオル・ジョブ)にはレベル上限が存在せず、カンストの500レベルを突破してレベル上げができる。
超級職にはジョブ系統ごとの条件を達成した先着1名しか就くことができないが、実際は派生系や複合系も含めた無数のジョブが存在するため条件不明なだけの未知の超級職も数多い。極まった者では4桁代のレベルに到達した者も存在するが、レベルだけでは本当の強さは得られず、下級・上級職までを含めたシナジー効果の高いジョブビルドこそが強さの重要な要素とされている。そのため超級職に至っても強さを求めてビルドを見直し、超級職以外をリセットして育て直す者もいる。
特殊超級職
一部の特殊な因子を持つティアンにしか就けない特殊な超級職。通常の超級職以上の力を有し、戦闘型の特殊超級職の場合は＜超級＞のマスターに比肩するほどの戦闘力を持つ。勇者や聖女といった馴染み深い物に加え、特定の能力にだけ特化した職もある。本来は邪神などからこの世界を守護する存在であるが、管理AIの干渉や犯罪者マスターによる殺害などで多くの有力な特殊超級職が欠けている状態にある。
管理AI
表向きは13体（秘匿された0号を含めると14体）の＜Infinite Dendrogram＞の世界を管理している神のような存在達。無限に至ったエンブリオであるらしく、かつてマスターが居たという記述がある。本来＜Infinite Dendrogram＞の世界には存在しなかった者達で、先々期文明の頃に異大陸船に乗ってこの世界へと侵略してきて文明を滅ぼし世界を作り替えたとされている。先々期文明の者達からは「化身」と呼ばれ、倒すために様々な超兵器が開発され遺跡や遺物という形で現在まで残っている物もある。マスターに対しては優遇し好意的に接する者が多いが、ティアンに対してはどのような犠牲も問わぬ冷酷な者もおり、両者を明確に差別している模様。UBMといった災害や戦争などでマスターを追い込み、新しく無限へと至るエンブリオの誕生を求めて計画を進めている描写があり、その過程でこの世界を本来守るはずの特殊超級職の多くが欠けるなど悪影響が出ているようだが、目的さえ果たされればどうなろうと構わないと取れる発言が見られる。管理AI達にとってはエンブリオに適合する存在であるかどうかが人間と判断する基準らしく、エンブリオに適合しない椋鳥家の姉と＜Infinite Dendrogram＞内のティアンは人間とみなしていない。
戦闘スタイル
＜Infinite Dendrogram＞の世界における戦闘スタイルは基本的に3つに分かれる。一定以上の力を持つ者は戦闘スタイルを2つ以上併せ持つこともある。
＜マスター＞、ティアンを問わず多くの者が該当する、1対1が基本の個人戦闘型。バランスが良く安定しているが、後述の広域制圧型を相手として何かを守る防衛戦になった場合、自分は守れても護衛対象に敵の手が及んでしまう可能性が高いという意味では相性が悪い。
一定範囲内の存在に対して、殺傷対象・非殺傷対象を区別して攻撃を行える広域制圧型。物量戦を基本とするため、前述の状況では個人戦闘型に対しては強いが、まとめて殲滅を行う後述の広域殲滅型には相性が悪い。
一定範囲内の存在に対して、敵味方の識別を行わずにまとめて殲滅攻撃をする広域殲滅型。ほとんどの相手に相性が良いが、範囲内の敵味方の識別がつけられないため、敵味方が混在する乱戦や市街地の戦闘では全力を発揮しにくく、一定以上近付かれると攻撃しづらいこともある。
戦争イベント
＜Infinite Dendrogram＞における戦争イベントは特殊で、＜マスター＞で戦争イベント時にログイン可能なのは各国の討伐・決闘・クランランキングで30位以内のランカーのみ。そのため、討伐、決闘のランカーでなくとも、ランキングに入っているクランに加入することで戦争イベントに参戦するという抜け道もある。
二国間の戦争においても、他の国のランカーの乱入というケースが起こりうる。前回のアルター王国とドライフ皇国の戦争時は皇国が有利に進めようとした矢先にカルディナのランカーからの介入によって中断せざるを得ないという状況にもなった。
しかし必ずしも戦争では特殊な仕様が実施されるというわけではなく、通常状態のまま国家間で争うこともできる。
監獄
ティアン殺害や国家に深刻な損害を与えたなどの理由で指名手配されたマスターは対象国のセーブポイントを使用できなくなるが、その状態で死亡すると戻れる場所が無くなりこちらに転送されることとなる。イレギュラーとして管理AIの手にも余るようになったUBMなども隔離されている。犯罪者マスターが集められた隔離世界であるが、中は西部劇の舞台のような風景でありダンジョンやレベル上げの狩場といった成長を促す仕組みはここでも健在。管理AIレドキングによる脱獄不可能なシステムが構築され基本的に刑期があけるまで出ることはできないが、＜IF＞オーナー【犯罪王】ゼクスが主導したシステムに穴を穿つような作戦（一度実行したら即対策されるため二度目は無い）で脱獄が果たされ、本来ならサービス終了まで出る事が叶わないほどの長期受刑者である＜超級＞の凶悪犯罪者マスターが幾人か帰還してしまっている。
収監されている＜超級＞は物語開始時点で4人だったが、王国でのある騒動で1人が倒され収監されたことで5人となった。その後は1人が刑期満了、3人が脱獄した。
ガードナー獣戦士理論
＜Infinite Dendrogram＞サービス開始初期から中期へと移り変わる頃に流行った、獣戦士系統が持つ固有スキル「獣心憑依」とガードナータイプの＜エンブリオ＞の組み合わせを前提とする最強ビルド理論。
「獣心憑依」とは「従属キャパシティ内のモンスターの元々のステータスの6割（超級職【獣王】は例外で10割）を自身のステータスに足す」スキルだったが、獣戦士はその固有スキルに反して従属キャパシティが極小。まともなモンスターを運用しようとすればキャパシティを増やすためジョブビルドを従魔師系統で埋める必要があり、戦闘で有用なスキルを取れる幅が狭くなる。また6割のステータスしか自身に加算されないため、キャパシティを目一杯使って純竜クラスを従えても4割減で単にステータスが高いだけの存在となり、「元々のステータス」という縛りで従魔師の強化スキルによる補正分は乗らない。純竜よりも上のモンスターを従魔にしようとしてもキャパシティの増大には限界がある等、中途半端な前衛と従魔師にしかなれない問題を「ティアンの」獣戦士は抱えていた。
だが、ある時ジョブビルドを研究していた＜マスター＞が「獣心憑依」の効果と＜エンブリオ＞のキャパシティが0である事に着目。従魔などより遥かに強力なガードナーの＜エンブリオ＞のステータスを獣心憑依で自身にプラス。キャパシティを考慮する必要がないため、サブジョブを戦闘系で埋めて戦闘スキルも兼ね備えることができるというこの理論が完成した。
多くのガードナー持ちの＜マスター＞がこの理論の実践が最強への道だと思い研鑽を重ねていたが、ステータスのみに全てを費やした＜超級エンブリオ＞のガードナー【怪獣女王 レヴィアタン】の＜マスター＞であるベヘモットが超級職【獣王】に就任。最高のステータスを持つガードナーとそれを100％自身に加え際限なく強くなれる超級職という、ガードナー獣戦士理論の完成形が誕生したことで同じやり方では永遠にベヘモットを超えられないと流行は終焉。現在は、簡単にそれなりの強さが得られやすいことから、ガードナーを持ちそれなりの強さで妥協できるような＜マスター＞が一定数使い続けている程度となっていた。
しばらく後に、ルークがガードナー獣戦士理論の発展形とも言えるものに到達。＜エンブリオ＞であるバビの三身融合スキル＜ユニオン・ジャック＞により、バビ+従魔との合体によるステータス統合で上級でありながら超級並のステータスを誇り、バビがこれまでドレイン・ラーニングしてきたマスターが本来習得できる数を超える量の幅広いスキルを使える。

### ＜エンブリオ＞
人型のエンブリオは食事に関してどこか普通ではない「食癖」を持つとされる。
TYPE：アームズ
武器、防具、道具、アクセサリ、義眼や義手等の姿をした＜エンブリオ＞。文字通り装備として用いられる。勇気ある者、傷付くことを恐れない者、猪突猛進、人情家、熱血漢な＜マスター＞から生まれる傾向がある。上位カテゴリーに兵器運用に特化したウェポンや演算処理能力に特化したカリキュレーターが存在する。
TYPE：ガードナー
モンスター系統の生物の姿をした＜エンブリオ＞。＜マスター＞を護衛するのがメイン。傷つくことを恐れる者、寂しがり屋、あるいは誰かに守ってもらいたい＜マスター＞から生まれる傾向がある。上位カテゴリーには群体型となるレギオンや単に単体としての性能を強化したガーディアンが存在する。
TYPE：キャッスル
城などの建造物の姿をした＜エンブリオ＞。＜マスター＞を収容するのがメインで、クランの拠点として用いられる場合もある。内向的、優しい、職人肌、丁寧な＜マスター＞から生まれる傾向がある。上位カテゴリーには建造物の外部への攻撃に特化したフォートレス、建造物の内部への攻撃に特化したラビリンスが存在する。
TYPE：テリトリー
結界の姿をした＜エンブリオ＞。効果範囲内を＜マスター＞の望む状況にする。自分ルールを持ったり、独善的、一匹狼、ストレスを溜め込む＜マスター＞から生まれる傾向がある。上位カテゴリーには＜マスター＞の外部への干渉に特化したワールドやマスターの内側の法則へと干渉するルールが存在する。
TYPE：チャリオッツ
騎乗物の姿をした＜エンブリオ＞。生物・機械問わず多彩なバージョンが存在。演技派、嘘つき、ノリがいい、優柔不断、お調子者の＜マスター＞から生まれる傾向がある。上位カテゴリーに単に性能を強化したギア、他の存在に騎乗してそれを強化するいわば強化パーツ型のアドバンスが存在する。
TYPE：メイデン
人間の女性の姿をしたレアカテゴリーの＜エンブリオ＞。必ず、前述の他カテゴリーを複合した形で生まれ、戦闘時にはその複合したカテゴリーの姿となる。傾向として、「頭では理解していても、心のどこかで＜Infinite Dendrogram＞の世界をゲームだと思っていない」、＜エンブリオ＞孵化前に強い危機感を抱いた＜マスター＞から生まれるとされる。
■■L機能とされる当の＜エンブリオ＞自身にも詳細を読み取れない、緊急進化を起こす機能を有している。能力は自分よりも上位の存在を打ち倒すジャイアントキリングを引き起こしやすいものになるが、例外的に格上に対して必ずしも効力を発揮しない能力になることもある。中にはあらゆるものよりも強ければジャイアントキリングとなる暴論じみた例も存在する。
TYPE：アポストル
メイデンと対をなす、■■L機能を有するもう一つのレアカテゴリー。女性の姿のメイデンに対し、男性の姿の＜エンブリオ＞。強い危機感から生まれるメイデンと異なり、仮に自分にとって嫌なことでも絶対にやり遂げるというような強い使命感から生まれる。能力の傾向としては限定的に世界を改変する世界掌握と＜マスター＞に対するステータス補正が皆無であること。
TYPE：ボディ
アバターの全身が＜エンブリオ＞へと置換されるレアカテゴリー。メイデン・アポストル以上に稀な＜エンブリオ＞。アームズ系列の義肢とは全く異なる。自分の肉体を人間のものから全く別の物に置き換えてもかまわないという、常人から乖離したパーソナリティーから生まれると考えられている。そのためか、【超級エンブリオ】の中では僅か2名しか確認されてない。共通点は強力無比のスキルの代わりに＜マスター＞に対するステータスのマイナス補正が存在する。
その他
基本的なカテゴリーは上位を含めて上述のものだが、進化していくと、周辺空間を把握することに特化した＜エンブリオ＞がなるTYPE：エンジェル○○など、特定の傾向を持つことを意味するカテゴリーになることもある。

### 地理
アルター王国
七大国家の一つ。西方三国中央にある騎士の国。内部時間において半年前に、かつて同盟関係だった隣国ドライフ皇国と決裂し、国家間戦争が起きた。その結果、王や騎士団長など要人が多く死亡し、レイが初ログインした時期には迫り来る第二次騎鋼戦争において滅亡の危機に瀕していた。ドライフとの同盟を破棄した背景には裏で暗躍した存在が居る模様。歴代フラグマン達によって邪神などの世界の秘密とされた事柄を意図的に隠匿され、そうと知らぬままに自国に抱え込んでおり、それらも近年の危機の理由となっている。エンブリオが第七形態に至った＜超級＞は物語開始時点では＜アルター王国三巨頭＞の3人を含めた4人。後に2人追加され6人になる。
ドライフ皇国
七大国家の一つ。西方三国北端にある機械と鉄の国。以前はアルター王国の友好国だった。＜超級＞は3人。カルディナの策で食料等の貿易が困難となり困窮。アルター王国から同盟も破棄され、耕作地の不作による飢饉等を理由に王国に宣戦布告した。それとは別に皇帝自身も管理AIや終焉といったこの世界の秘密に迫る情報を得ており、王国侵攻の裏の理由ともなっている。
黄河帝国
七大国家の一つ。大陸東にある中華風の国。＜超級＞は＜黄河四霊＞の4人。国の方針として特殊超級職の保全と収集を行っており、アルター王国の聖剣にまつわる特殊超級職を得る可能性を求めて、第三皇子ツァンロンと第二王女エリザベートの婚姻を打診してくる。このこともあり、援軍等の直接的な支援は地理的に間をカルディナに遮られているため出来ないが、アルター王国にとっての友好国となっている。
カルディナ
七大国家の一つ。大陸の中央にある砂漠の国。＜マスター＞達の急激な増加（＜Infinite Dendrogram＞サービス開始時）までは、国家が保有する戦力に超級職が少なく最弱の国家だったが、値段が釣り上がる代わりに個々の国家が外に出さないはずの禁制品すら有していることによって資金が豊富な上級者の＜マスター＞達が流入した。それにより＜超級＞が七大国家の中で最も多くの人数所属したことで世界最強の国家となり、周囲の国家に対する圧力を強めている。＜超級＞はカルディナ政府の元に設立された世界最強クラン＜セフィロト＞に所属する9人。＜セフィロト＞や評議会議長を含め国家規模で何らかの大きな計画を遂行中であり、アルター王国とドライフ皇国の戦争も元を糺せばこの国が原因。その後も裏で干渉を続けるなど、七大国家の中でアルター王国だけが滅亡しかけている要因でもある。
グランバロア
七大国家の一つ。領土を持たず、幾つもの船団で形成された海洋国家。国主は代替わりのたびに＜グランバロア四大船団＞の当主から選抜され、一代限りのグランバロア姓を名乗る。海上に存在する為、海中から＜UBM＞が奇襲するということによる死亡率は高い。＜超級＞は全員が海上戦を得意とする＜グランバロア七大エンブリオ＞の7人。
天地
七大国家の一つ。黄河帝国東岸から更に東側にある日本風の島国。他の七大国家とは別の意味で隔絶しており、内乱が生じているのが常となっている文字通りの修羅の国。特殊超級職の【征夷大将軍】を頂点にその下に四大大名がいるという一応の勢力関係はあるが、内乱により【征夷大将軍】が殺害されることも多く、力関係は変動しやすい。＜超級＞は決闘ランキングに3人、討伐ランキングに2人、クランランキングに1人の合計6人。
レジェンダリア
七大国家の一つ。西方三国南端にある吸血鬼や妖精のような亜人達の国家。ファンタジーというべき要素が詰まっているという意味では王道に近い。そのために初ログインとして所属する＜マスター＞の母数が最も多い。その結果として、所属する＜マスター＞達のうち半数ほどが変態であり、アブノーマルであるのを自認する他の国家の＜マスター＞ですら、「あいつらには及ばない」「あそこの連中とは一緒にするな」と言うほどの凄まじい変態が多く、それだけでなく犯罪者の数も最も多くなっている。そのような在り様のためか＜マスター＞達の＜エンブリオ＞も極端な能力が見受けられている。国家に所属している＜超級＞は3人だが、他にも国家所属者以上の人数である指名手配犯の＜超級＞6人が罪人同盟＜デザイア＞を形成して巣食っている。

### モンスター
モンスター
この世界での非人間範疇生物のことを指す。普通のゲームのようなPOP式ではなく繁殖と成長を行うことによって独自の生態系を築いている。そのため、狩りすぎると絶滅することも。例外として、管理AIが作り出した神造ダンジョンに棲息しているモンスターはPOP式。人間範疇生物とは異なり、ジョブに就くことはできない。魔物言語などの独自のコミュニケーション手段を持つ。通常モンスターとボスモンスターの区分けがあり、通常モンスターは素材などのドロップ、ボスモンスターは宝櫃などの報酬が入った箱を落とす。モンスターのレベル限界は、下級でLv50、上級でLv100といった具合に分かれており、レベルの数字だけならマスターやティアンより遥かに低い。だがステータスでは比較にならないほど圧倒的に高く、レベルだけでは強さを判定できない。ボスモンスターともなると、亜竜級ならティアン換算で「下級職六人のパーティ、もしくは上級職一人」、純竜級なら「上級職六人のパーティ」の戦力に相当する。あくまで目安程度でしかないが、亜竜級モンスター＜純竜級モンスター＜逸話級UBM≦伝説級モンスター＜伝説級UBM＜神話級モンスター＜神話級UBMといった強さの順になっている。
＜UBM（ユニークボスモンスター）＞
世界で一体だけしか存在しないモンスター。総じて一般のモンスターを遥かに超える戦闘力を持ち、なんらかの特殊能力を有している。通常のモンスターと同じく強さの階級としては、逸話級＜伝説級＜古代伝説級＜神話級が基本的な強さの順番とされているが、実際は逸話級とは成り立てのUBMが振り分けられるカテゴリーであり、UBM自体も潜在能力次第で成長するにしたがって強さが変化していくため、強さの指針としては参考程度にしかならない。倒された場合、討伐に最も貢献した者に合わせたアジャストが行われたMVP特典武具をドロップする。UBMは潜在能力に応じて成長していくため、特典武具の性能もそれを元に決まる。そのため討伐時点での強さと特典武具の性能がどう考えても釣り合わない場合もある（モンスターレベルが低かった伝説級UBMの討伐報酬であるのにとても高性能な装備だった【瘴焔手甲 ガルドランダ】など）
既存のモンスターが特殊な能力に目覚めるなどして認定されるケースと、管理AIジャバウォックによるデザインを受け誕生するケースの二種類がある。古代伝説級からは＜超級＞でも相性が悪ければ敗けるほどの強さを持つ。
＜イレギュラー＞
＜UBM＞の中でもレベル100を超えた存在。システム上は神話級＜UBM＞と同じ扱いだが、その強さは桁違い。後述の＜SUBM＞はこの＜イレギュラー＞の中から選定される。無限や終焉という埒外レベルの存在に迫るほどで、災害級の強さを持つ。＜超級＞をもってしても、複数がかりでやっと討伐できるほど。
＜SUBM（スペリオルユニークボスモンスター）＞
＜イレギュラー＞と同様にレベル100を超えた存在で、管理AIの管轄下にある。通常の＜UBM＞では討伐貢献度が最大の1名のみに特典武具が与えられるが、＜SUBM＞の場合は複数の討伐貢献者に応じて複数の特典武具に分かれる。こちらは管理AI達によって既存の＜エンブリオ＞を【超級エンブリオ】へと進化させるための災害として、各国に一回ずつ投下されるというルールに則って出現する。＜SUBM＞は名称に数字が用いられ、現在は一般的には【双(二)】から【五】までが確認されている。最初のSUBMはドライフ皇国に投入されたが、無人の場所に出現した上に運の悪いことに＜超級＞でも最強格の【冥王】と【獣王】がその場に居合わせてしまったため、誰にも知られること無く倒されてしまう。その後、各国に一回ずつ投下されるというルールを知るクラウディアの要請で、MVP特典だけでなく出現した事実そのものを秘匿されている（ドライフ皇国はもう済んでいるためハズレ国扱いされるのを防ぐ目的）。

## 既刊一覧

### 小説
海道左近（著）・タイキ（本編イラスト）・黒田ヱリ（SP.イラスト） 『<Infinite Dendrogram>-インフィニット・デンドログラム-』 ホビージャパン〈HJ文庫〉、既刊25巻（本編22巻+EX.1巻+SP.2巻）（2024年12月27日現在）
| 巻数 | サブタイトル                   | 初版発行日（発売日）           | ISBN              |
| ---- | ------------------------------ | ------------------------------ | ----------------- |
| 1    | 可能性の始まり                 | 2016年11月1日（同日）          | 978-4-7986-1325-3 |
| 2    | 不死の獣たち                   | 2017年1月1日（2016年12月29日） | 978-4-7986-1363-5 |
| 3    | 超級激突                       | 2017年4月1日（同日）           | 978-4-7986-1432-8 |
| 4    | フランクリンのゲーム           | 2017年7月1日（同日）           | 978-4-7986-1478-6 |
| 5    | 可能性を繋ぐ者達               | 2017年10月1日（9月30日）       | 978-4-7986-1551-6 |
| 6    | 月世の会                       | 2018年2月1日（同日）           | 978-4-7986-1620-9 |
| 7    | 奇跡の盾                       | 2018年6月1日（同日）           | 978-4-7986-1705-3 |
| 8    | 遺された希望                   | 2018年10月1日（同日）          | 978-4-7986-1788-6 |
| 9    | 双姫乱舞                       | 2019年2月1日（同日）           | 978-4-7986-1860-9 |
| 10   | 嵐の後、嵐の前                 | 2019年6月1日（同日）           | 978-4-7986-1945-3 |
| 11   | 栄光の選別者                   | 2019年11月1日（同日）          | 978-4-7986-2041-1 |
| 12   | アイのカタチ                   | 2020年2月1日（同日）           | 978-4-7986-2119-7 |
| EX.1 | 童話分隊                       | 2020年7月1日                   | ※電子書籍版のみ   |
| 13   | バトル・オブ・ヴォーパルバニー | 2020年6月1日（同日）           | 978-4-7986-2229-3 |
| 14   | 物理最強                       | 2020年10月1日（同日）          | 978-4-7986-2322-1 |
| 15   | GAME OVER                      | 2021年2月1日（同日）           | 978-4-7986-2416-7 |
| 16   | 黄泉返る可能性                 | 2021年6月1日（同日）           | 978-4-7986-2505-8 |
| 17   | 白猫クレイドル                 | 2021年11月1日（同日）          | 978-4-7986-2637-6 |
| 18   | King of Crime                  | 2022年4月1日（同日）           | 978-4-7986-2756-4 |
| 19   | 幻夢境の王                     | 2022年9月1日（同日）           | 978-4-7986-2888-2 |
| 20   | 砂上の狂騒曲（）               | 2023年3月1日（同日）           | 978-4-7986-3043-4 |
| 21   | 神殺し                         | （2023年9月29日）              | 978-4-7986-3307-7 |
| 22   | 星辰揃いしとき                 | （2024年10月1日）              | 978-4-7986-3502-6 |
| SP.1 | 南海編（上）                   | （2024年10月1日）              | 978-4-7986-3657-3 |
| SP.2 | 南海編（下）                   | （2024年12月27日）             | 978-4-7986-3724-2 |

### 漫画
海道左近（原作）・タイキ（キャラクター原案）・今井神（作画） 『インフィニット・デンドログラム』 ホビージャパン〈HJコミックス〉、既刊14巻（2025年5月1日現在）
| 巻数 | タイトル                          | 発売日         | ISBN              |
| ---- | --------------------------------- | -------------- | ----------------- |
| 1    | インフィニット・デンドログラム 1  | 2017年5月27日  | 978-4-7986-1457-1 |
| 2    | インフィニット・デンドログラム 2  | 2018年1月27日  | 978-4-7986-1613-1 |
| 3    | インフィニット・デンドログラム 3  | 2018年7月27日  | 978-4-7986-1736-7 |
| 4    | インフィニット・デンドログラム 4  | 2019年1月26日  | 978-4-7986-1827-2 |
| 5    | インフィニット・デンドログラム 5  | 2019年6月27日  | 978-4-7986-1951-4 |
| 6    | インフィニット・デンドログラム 6  | 2019年10月26日 | 978-4-7986-2031-2 |
| 7    | インフィニット・デンドログラム 7  | 2020年5月27日  | 978-4-7986-2212-5 |
| 8    | インフィニット・デンドログラム 8  | 2021年2月1日   | 978-4-7986-2409-9 |
| 9    | インフィニット・デンドログラム 9  | 2021年10月1日  | 978-4-7986-2624-6 |
| 10   | インフィニット・デンドログラム 10 | 2022年6月1日   | 978-4-7986-2849-3 |
| 11   | インフィニット・デンドログラム 11 | 2023年3月1日   | 978-4-7986-3099-1 |
| 12   | インフィニット・デンドログラム 12 | 2023年9月29日  | 978-4-7986-3306-0 |
| 13   | インフィニット・デンドログラム 13 | 2024年7月1日   | 978-4-7986-3573-6 |
| 14   | インフィニット・デンドログラム 14 | 2025年5月1日   | 978-4-7986-3846-1 |

海道左近（原作）・タイキ（キャラクター原案）・La-na（漫画） 『クロウ・レコード Infinite Dendrogram Aot』 KADOKAWA〈MFコミックス アライブシリーズ〉、全4巻
| 巻数 | タイトル                                   | 発売日         | ISBN              |
| ---- | ------------------------------------------ | -------------- | ----------------- |
| 1    | クロウ・レコード Infinite Dendrogram Aot 1 | 2019年10月23日 | 978-4-04-064135-5 |
| 2    | クロウ・レコード Infinite Dendrogram Aot 2 | 2020年3月23日  | 978-4-04-064573-5 |
| 3    | クロウ・レコード Infinite Dendrogram Aot 3 | 2020年10月23日 | 978-4-04-064884-2 |
| 4    | クロウ・レコード Infinite Dendrogram Aot 4 | 2021年5月21日  | 978-4-04-680468-6 |

## テレビアニメ
2019年1月にホビージャパン50周年記念アニメ化作品としてテレビアニメ化されることが発表され、2020年1月から4月までAT-Xほかにて放送された。

### スタッフ
- 原作 - 海道左近[57]
- キャラクター原案 - タイキ[57]
- 監督 - 小林智樹[57]
- シリーズ構成・脚本 - 百瀬祐一郎[10]
- キャラクターデザイン - 中田正彦[10]
- モンスターデザイン - ヒラタリョウ、瀧川和男、鈴木政彦、渡辺純央
- プロップデザイン - ヒラタリョウ、青柳隆平、新谷真昼、志条ユキマサ、及川雅人
- メカニックデザイン - 山根理宏、鷲北恭太
- 美術監督 - 槻館育子
- 美術設定 - 石森連、曽野由大、鈴木政彦
- 色彩設計 - 松山愛子
- 3DCG - 佐藤公一
- 撮影監督 - 今泉秀樹、相田悠樹
- 編集 - 颱風グラフィックス（櫻井崇）
- 音響監督 - 小泉紀介[10]
- 音楽 - 平松建治[10]
- 音楽プロデューサー - 澁谷知子
- 音楽制作 - 日本コロムビア
- 背景 - プロダクション・アイ[10]
- プロデューサー - 山中隆弘、横田正明、北田展久、山田一五
- アニメーションプロデューサー - 奥谷洋規
- アニメーション制作 - NAZ[10]
- 製作 - インフィニット・デンドログラム製作委員会（博報堂DYミュージック&ピクチャーズ、ホビージャパン、日本コロムビア、AT-X、BS11、クロックワークス、STUDIO MAUSU、ANIMA&Co.）

### 主題歌
「Unbreakable」
悠木碧によるオープニングテーマ。作詞はhisakuni、作曲・編曲は金崎真士。
「Reverb」
内田彩によるエンディングテーマ。作詞は大西洋平、作曲・編曲は黒須克彦。

### 各話リスト
| 話数     | サブタイトル       | 絵コンテ   | 演出         | 作画監督 | 総作画監督        | 初放送日      |
| -------- | ------------------ | ---------- | ------------ | --- | ----------------- | ------------- |
| 第一話   | 可能性の始まり     | 小林智樹   | 渡辺純央     | 野村優真 岡田雅人 佐藤ゆうこ 南伸一郎 中澤勇一 西島圭祐 近藤いずみ 冨田佳享                                       | 大野勉            | 2020年 1月9日 |
| 第二話   | 墓標迷宮           | 羽原久美子 | 安藤貴史     | 飯飼一幸 監物ケビン雄太(JFK) 沼田広 和田伸一                                                                      | 森前和也          | 1月16日       |
| 第三話   | 超級               | 児谷直樹   | 三好なお     | 島崎望 まつもとひろし 朱荣双 EverGreen 瀧川和男 中村真悟 西島圭祐 浅利歩惟 鳥井祥太(HOTZIPANG) Jang Hee kyu       | 森前和也 大野勉   | 1月23日       |
| 第四話   | 逆転は翻る旗の如く | 小林智樹   | 佐々木達也   | 謝宛倩 鎌田均 南伸一郎 花輪 李慶 李映霞 尤茜                                                                      | 徳田夢之介        | 1月30日       |
| 第五話   | 地獄門             | 玉川真人   | 鈴木芳成     | Song jin young Hwang young sik 多田和春 桜井このみ                                                                | 森前和也          | 2月6日        |
| 第六話   | 小数点の彼方       | 関谷真実子 | 村長         | 火鳥動画制作集団 光の園.アニメーション 寿門堂 tap                                                                 | 徳田夢之介        | 2月13日       |
| 第七話   | 決闘都市           | 上原秀明   | 臼田美夫     | 飯飼一幸 岩田竜治(JFK) 今田茜 監物ケビン雄太(JFK) 桑原良介 沼田広 花輪美幸 森前和也(JFK) 和田伸一                 | 森前和也 大野勉   | 2月27日       |
| 第八話   | 超級激突           | 吉田秀俊   | 渡辺純央     | Jang Hee kyu Kwon Oh sik Lim Keun soo Shin Jae ik 多田和春 鳥井祥太 Jumondou Seoul tap                            | 森前和也 瀧川和男 | 3月5日        |
| 第九話   | 狂宴の始まり       | 青柳隆平   | Kim Hyung il | 中村真悟 西島圭祐 近藤いずみ Jang Hee kyu Jeong Yeon soon Oh Eun soo Kim Hyung il Park Hoon Jumondou Seoul シード | 森前和也 瀧川和男 | 3月12日       |
| 第十話   | 盤上の攻防         | 斉藤久     | 木村寛       | 王敏 周健 周林 姜智慧 趙小川 劉冬冬 斉藤久 寿門堂                                                                 | 森前和也 瀧川和男 | 3月19日       |
| 第十一話 | 勝利者の右腕       | 柳瀬雅之   | 木村寛       | Shin Jae ik Jeong Yeon soon Kim Hyung il Park Hoon Oh Eun soo Jang Hee kyu 多田和春 中村真悟 Big Owl 寿門堂       | 森前和也 瀧川和男 | 3月26日       |
| 第十二話 | 破壊王             | 青柳隆平   | 黒瀬大輔     | Shin Min Seop Lee Sang Jin Kim Seok Yung                                                                          | 森前和也 瀧川和男 | 4月2日        |
| 第十三話 | 可能性を繋ぐ者達   | 島津裕行   | 郷原承徳     | 多田和春 Jeong yeon soon Lim keun soo Park hoon Oh eun soo Kim hyung il Shin jae ik 寿門堂                        | 瀧川和男          | 4月16日       |

### 放送局
| 放送期間                | 放送時間                     | 放送局     | 対象地域 | 備考                             |
| ----------------------- | ---------------------------- | ---------- | -------- | -------------------------------- |
| 2020年1月9日 - 4月16日  | 木曜 23:00 - 23:30           | AT-X       | 日本全域 | 製作参加 / CS放送                |
| 2020年1月9日 - 4月17日  | 木曜 23:30 - 金曜 0:00       | TOKYO MX   | 東京都   |                                  |
|                         |                              | BS11       | 日本全域 | 製作参加 / BS放送 / 『ANIME+』枠 |
| 2020年1月10日 - 4月17日 | 金曜 0:30 - 1:00（木曜深夜） | サンテレビ | 兵庫県   |                                  |

第十二話および第十三話は編成上の都合で本来と異なる時間帯で放送された。インターネットではdアニメストアにて2020年1月9日より毎週23時30分より配信される。

### BD
| 巻 | 発売日        | 収録話         | 規格品番  |
| -- | ------------- | -------------- | --------- |
| 1  | 2020年4月1日  | 第1話 - 第4話  | COXC-1241 |
| 2  | 2020年5月13日 | 第5話 - 第8話  | COXC-1242 |
| 3  | 2020年7月1日  | 第9話 - 第13話 | COXC-1243 |

### Webアニメ
『なぜなにデンドログラム』は、YouTubeで配信のミニアニメ。ネメシス、シュウ、チェシャ、迅羽（14話以降）により世界観を解説、および本編の補足をしていく。全21回。また、当ミニアニメ第8話からAT-Xでも各話の本編終了後に放送が実施される。 
| 話数   | 今回のお題 | 配信日         |
| ------ | --- | -------------- |
| 第0話  | なぜなにデンドログラム 9月より開始！                                                                                     | 2019年 8月23日 |
| 第1話  | ＜Infinite Dendrogram＞とは？                                                                                            | 9月27日        |
| 第2話  | エンブリオとは？ | 10月11日       |
| 第3話  | 職業について | 10月25日       |
| 第4話  | ＜Infinite Dendrogram＞内でのマスターの立ち位置                                                                          | 11月8日        |
| 第5話  | なんか諸々の説明 | 11月22日       |
| 第6話  | ＜Infinite Dendrogram＞内における国                                                                                      | 12月6日        |
| 第7話  | 決闘とPKについて | 12月20日       |
| 第8話  | ネメシスのスキル | 2020年 1月10日 |
| 第9話  | ランカーの種類 トライフ皇国                                                                                              | 1月17日        |
| 第10話 | 月世の会 レイレイさん | 1月24日        |
| 第11話 | UBM 第二形態 | 1月31日        |
| 第12話 | ガチャ マジック・アンド・ギア エンブリオのTYPE                                                                           | 2月7日         |
| 第13話 | 《ヴェンジェンス・イズ・マイン》のダメージについて 《紋章偽装》とは？ 紫怨走甲ゴゥズメイズ                               | 2月14日        |
| 第14話 | 風蹄 種族別討伐カウント                                                                                                  | 2月28日        |
| 第15話 | 決闘都市ギデオン ツァンロン 超級激突 闘技場の決闘について                                                                | 3月6日         |
| 第16話 | フランクリンのスキル フランクリンのジョブ ルーキーの活躍 ミスリルアームズスライム                                        | 3月13日        |
| 第17話 | ベルドルベル エンブリオのモチーフ マリー・アドラーのエンブリオ 爆殺のデイジー・スカーレット                              | 3月20日        |
| 第18話 | キューコのスキル バビロンのスキル 風蹄による爆発                                                                         | 3月27日        |
| 第19話 | 魔獣工場パンデモニウム スキル《モンスター・マス・プロダクション》 スキル《ストレージ》 竜王 竜王の固有スキル《竜王気》   | 4月3日         |
| 第20話 | ニュークリア・ドラグ・ワーム 【ジ・アース】ファトゥム スキル《マッドクラップ》 フランチェスカ 竜王の固有スキル《竜王気》 | 4月17日        |

### その他
当アニメを最速配信するdアニメストアは、最新話を1週間以内に視聴し続けることで、ネメシス（大野柚布子）の録りおろしボイスやネメシス、バビロン（高田憂希）、キューコ（小倉唯）の録りおろしボイス付き「きせかえ」がもらえるキャンペーンを放送期間内に行っていた。